# Lucien Lévy-Dhurmer
Lucien Lévy, conhecido como Lucien Lévy-Dhurmer (Argel, 30 de setembro de 1865 – 24 de setembro de 1953, Le Vésinet) foi um pintor, escultor e ceramista simbolista francês.

## Biografia
Lucien Lévy era filho de Salomon Lévy e Pauline-Amélie Goldhurmer. Em 21 de outubro de 1879 ingressou na escola comunal superior de desenho e escultura do 11º distrito de Paris. Seguiu os ensinamentos de Albert-Charles Wallet e Raphaël Collin, ambos alunos de Alexandre Cabanel, além de Alexandre Vion, diretor da escola municipal. Fez sua estreia no Salão dos Artistas Franceses enviando uma cópia de O Nascimento de Vênus por Cabanel, em uma pequena placa de cerâmica. Lucien Lévy foi tido como um aluno brilhante, conforme estipulou a carta de recomendação de Alexandre Vion, datada de 27 de julho de 1887, detalhando as diversas recompensas que recebeu durante seu aprendizado na escola municipal de desenho.
O Silêncio - noturnos eram um tema popular entre os simbolistas. O retrato idealista da mulher, com um ar de mística, indica paralelos com Ísis e possivelmente representa uma sacerdotisa da deusa: seu véu, o gesto e a noite estrelada se associam à divindade, dentre outros elementos e possíveis identificações. Tentou superar exemplos acadêmicos, experimentava com transparência e reflexão.
Por razões financeiras, trabalhou inicialmente como litógrafo, depois de 1887 a 1895 como ceramista na fábrica de faianças esmaltadas artísticas de Clément Massier em Golfe-Juan. Colecionando cerâmicas de inspiração hispano-mourisca, realizou pesquisas sobre reflexões metálicas em faiança, sendo algumas peças desses testes enviadas ao Salon des artistes français. Em 1892 tornou-se diretor de obras de arte da mesma, data a partir da qual assinou as peças da manufatura em conjunto com Clément Massier.
Na Exposição Universal de 1889, Lévy-Dhurmer ganhou medalha de ouro por sua arte de esmalte ao lustro metálico.
Durante a sua atividade na fábrica Golfe-Juan, Lucien Lévy continuou a praticar pintura a óleo e pastel, e participou na exposição coletiva Peintres de l'âme em 1896. Ela foi organizada pela revista L'Art et la Vie, no hall do Théâtre d'Application de la Bodinière em Paris. Assim expôs, dentre outros, ao lado de Edmond Aman-Jean, Émile-René Ménard, Alphonse Osbert, Carlos Schwabe, Émile Gallé, Alexandre Séon, conhecidos como "artistas da alma".

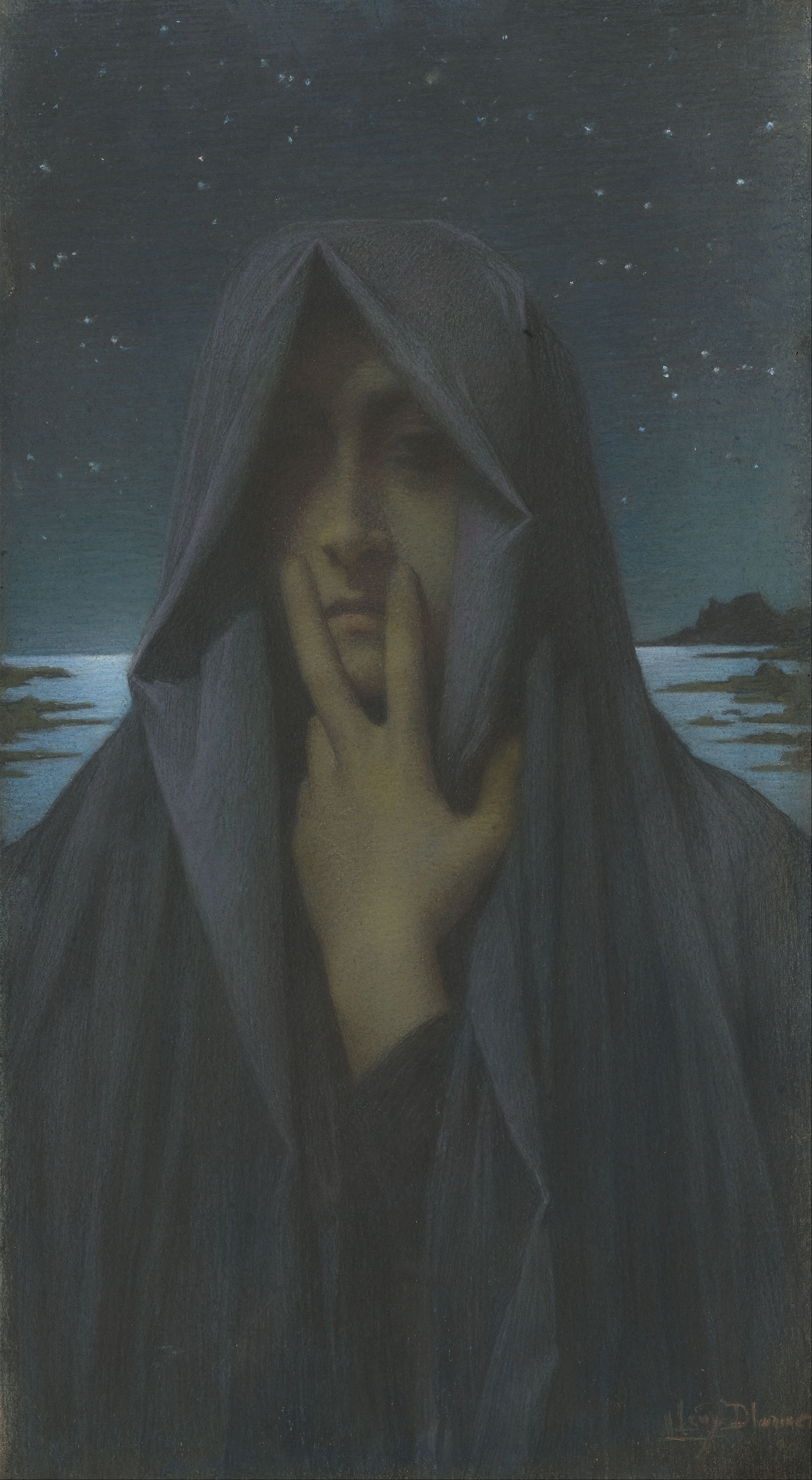
O Silêncio (1895). Noturnos eram um tema popular entre os simbolistas. O retrato idealista e místico da mulher indica paralelos com Ísis e possivelmente representa uma sacerdotisa da deusa: seu véu, o gesto e a noite estrelada se associam à divindade, dentre outros elementos e possíveis identificações. Lucien tentou superar exemplos acadêmicos, experimentando com transparência e reflexão.

Ele voltou a morar em Paris em 1895. Durante este ano conheceu o poeta Georges Rodenbach, cujo retrato pintou. Foi através deste último que assinou a sua primeira exposição monográfica em 1896, sob o nome de Lucien Lévy-Dhurmer, acrescentando ao seu patrônimo uma parte daquele de sua mãe. Ela apresentou um conjunto de 24 obras incluindo 16 pastéis, duas sanguíneas e cinco pinturas, algumas das quais estão hoje entre as suas criações mais conhecidas, como: A Borrasca, O Silêncio, Retrato de Georges Rodenbach, Eva, Mistério. Exposição Georges Petit foi admirado por críticos, que o chamaram de "Um jovem, um debutante e também um mestre". Seu quadro silêncio foi julgado por Bouguereau como uma técnica insuficiente, por representar apenas o Ideal, e ele sugeriu que deveria ter sido adicionada uma rosa à boca da figura. Lévy-Dhurmer registra esse evento com desgosto em seu diário, e continua a pinta em sua tendência idealista.
Esta presença na galeria Georges Petit trouxe-lhe notoriedade imediata, pois tinha o hábito de organizar exposições de artistas já reconhecidos, bem como exposições internacionais muito seletivas. Durante esta exposição, Lévy-Dhurmer abordou a estética simbolista em suas obras. Ele foi admirado por críticos, que o chamaram de "um jovem, um debutante e também um mestre". Seu quadro O Silêncio foi julgado por William-Adolphe Bouguereau como apresentando uma técnica insuficiente, por representar apenas o "Ideal", e ele sugeriu que deveria ter sido adicionada uma rosa à boca da figura. Lévy-Dhurmer registra esse evento com desgosto em seu diário, e continua a pintar em sua tendência idealista. Ele recebeu certo apoio de Joséphin Peladan: "Você certamente sabe, senhor, qual é o caráter estético da Rose-Croix; então você só terá que me escrever em fevereiro e eu convidarei você para suas obras. Atenciosamente. Sar Peladan". O artista, no entanto, nunca expôs no Salon de la Rose-Croix embora a sua iconografia se aproxime sobretudo desta estética, representando temas como O Silêncio, uma personagem velada que coloca dois dedos na boca, obra inspirada num homônimo a escultura de Auguste Préault, também retomada por Odilon Redon, ou os retratos simbolistas de Rodenbach e Loti nos quais o universo de seus escritos aparece ao fundo.[carece de fontes?]
Também atraiu a simpatia de artistas como Émile Bernard e Gustave Moreau. Ele conheceu Pierre Loti através de Georges Rodenbach. Tornou-se amigo destes dois escritores, nos quais se inspirou através dos seus escritos, principalmente Bruges-La-Morte e Au Maroc. Pintou também o retrato de Pierre Loti, que ficou particularmente satisfeito e lhe agradeceu em carta: "Já me culpei tantas vezes por não te agradecer o suficiente por fazer de mim a única imagem que permanecerá".
Participou então em diversas exposições coletivas, vários salões e oito exposições pessoais. Lucien Lévy-Dhurmer também cria numerosos retratos em seu estúdio parisiense para encomendas privadas, ainda mais distantes de suas primeiras aspirações artísticas simbolistas e de qualidade variada.
Críticas posteriores de que sua técnica se aproximava de um academicismo conformista podem tê-lo levado a mudar a partir de 1906 com pinturas monocromáticas e pinceladas soltas que borravam os detalhes. A partir de 1900, experimentou uma técnica de modelagem difusa com cores restritas e muitas vezes azuladas, que manteve até sua morte, embora o simbolismo estivesse há muito esquecido.

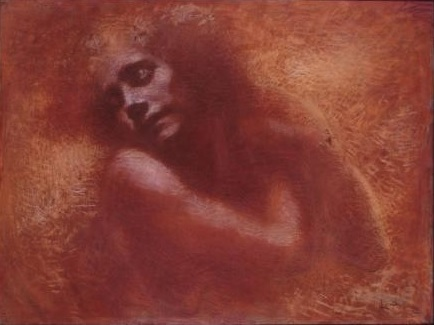
L'Appassionata (1906)

A música encontra o seu lugar na obra de Lévy-Dhurmer. Amigo de Claude Debussy, o artista se inspira em suas criações para criar obras com atmosferas semelhantes, assim como as de outros artistas como Gabriel Fauré ou Ludwig van Beethoven. Em uma série de nus monocromáticos, teve inspiração sinestésica, pois foram inspiradas pelas músicas desses três compositores, e algumas dessas pinturas assimilaram nomes das composições musicais, como a "Sonata ao Luar".
Casou-se com Emmy Fournier em 6 de janeiro de 1914, apelidada de Perla pela artista. Ela era então editora-chefe do jornal feminista La Fronde.
De 1920 em diante, recebe novas inspirações da literatura, como das Fábulas de La Fontaine.

### Viagens

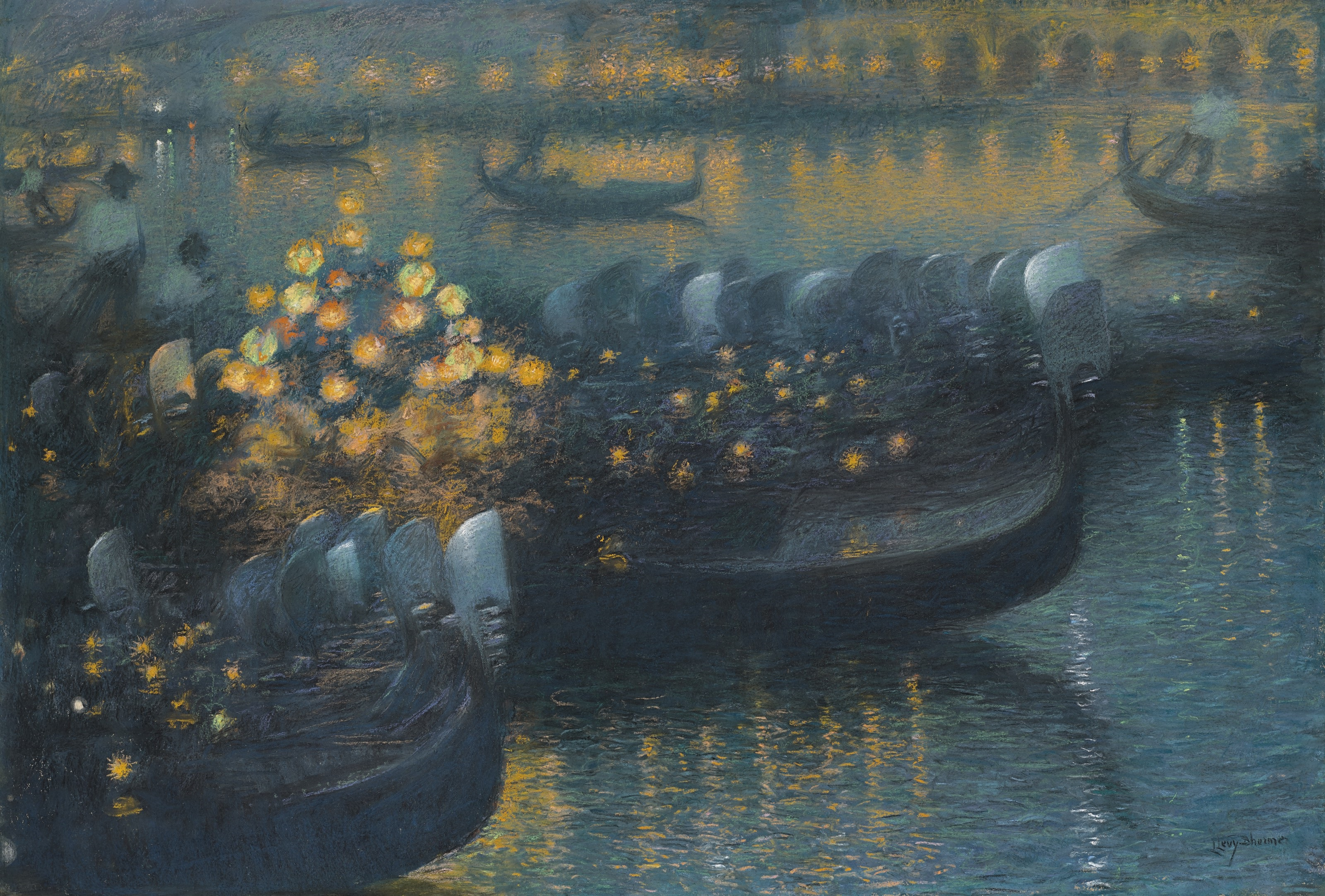
Serenata ao luar

A partir de 1897 realizou inúmeras viagens sobretudo pelo Mediterrâneo e Oriente Próximo (Itália, Espanha, Holanda, Norte de África, Turquia, etc.), das quais trouxe cenas e paisagens idealizadas que foram objeto de diversas exposições pessoais. Iniciando a série dessas viagens com a Itália, ele dá continuidade à tradição do Grand Tour. A sua estética aproxima-se então dos grandes mestres do Renascimento. Esta última altera-se à medida que se aproxima das regiões mediterrânicas, a partir de 1900 rumo a um pontilhismo difuso em algumas destas pinturas e a uma iluminação da sua paleta, características de sua arte do século XX.
Durante suas viagens, o artista preencheu cadernos de desenho, que posteriormente reutilizou em composições a pastel ou a óleo.

## Honras
Lucien Lévy-Dhurmer foi nomeado cavaleiro da ordem nacional da Legião de Honra por decreto de 22 de janeiro de 1902 e promovido a oficial, da mesma ordem, por decreto de 21 de janeiro de 1932.

## Galeria

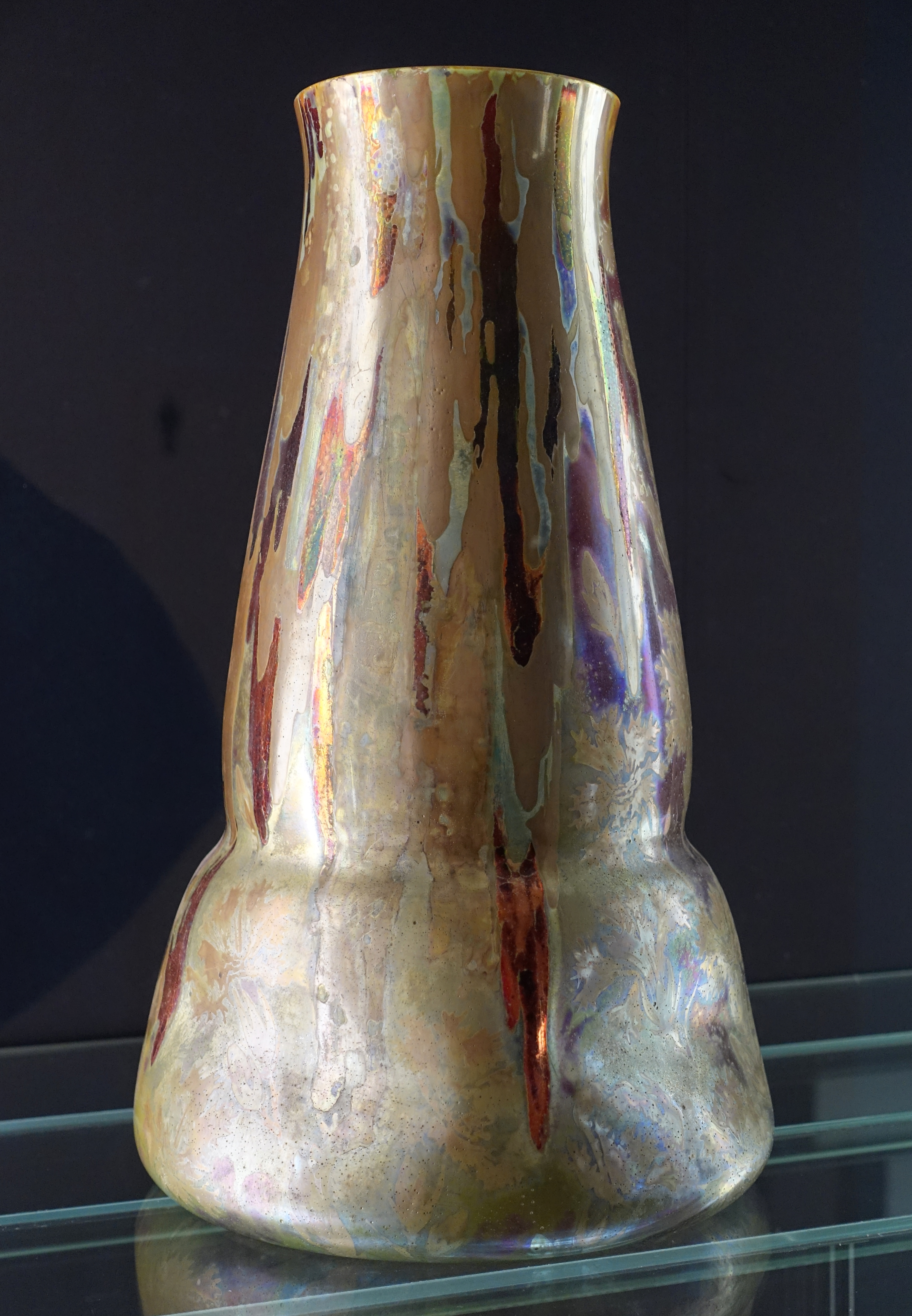
Vaso em faiança esmaltada, desenhado por Lucien Levy-Dhurmer, c. 1890
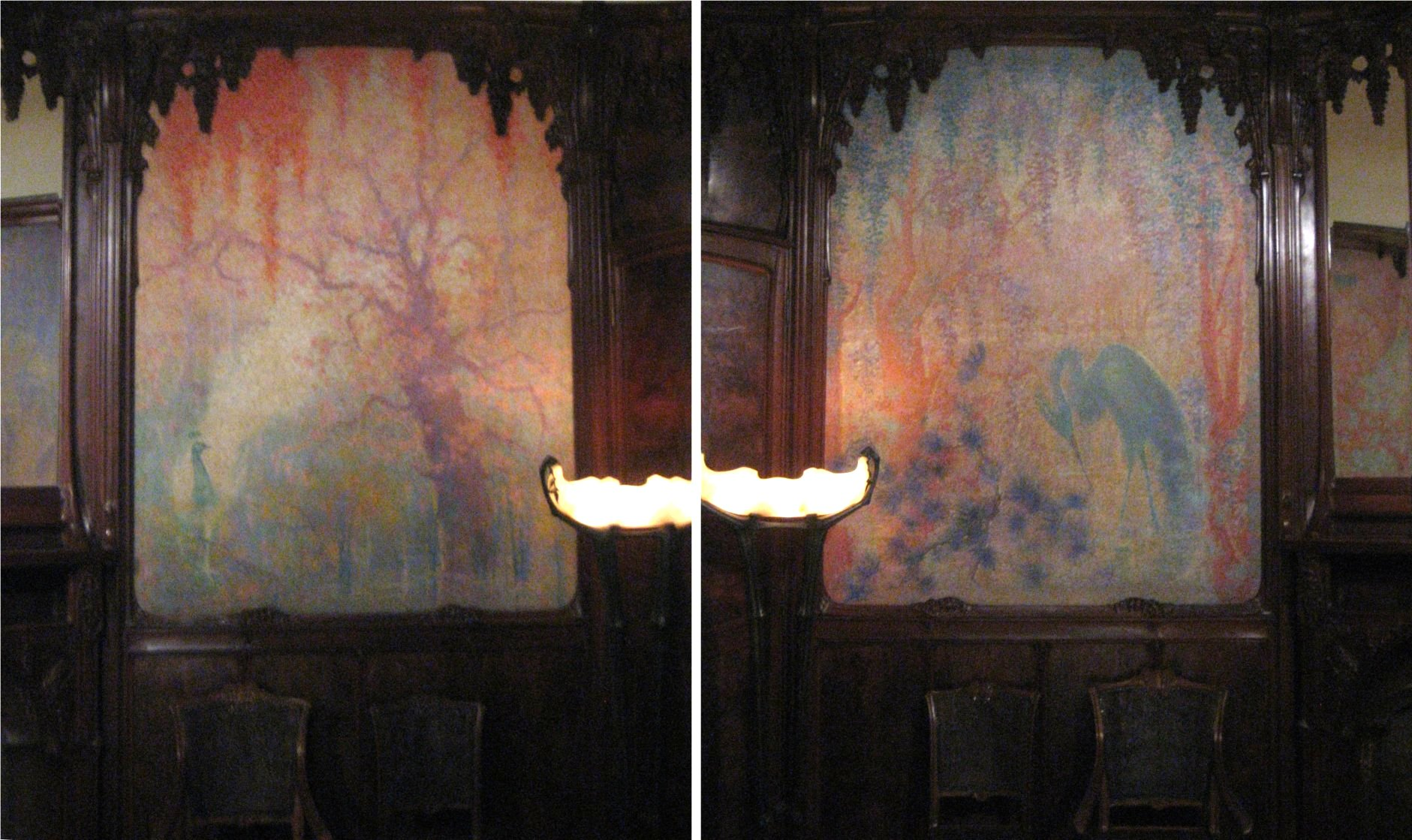
Dois dos murais na Sala de Jantar das Glicínias (1910-1914)
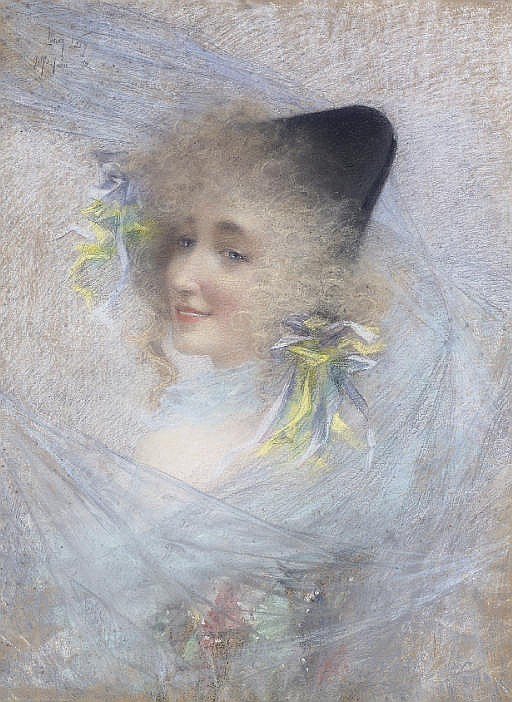
Virando-se por um momento (1892)
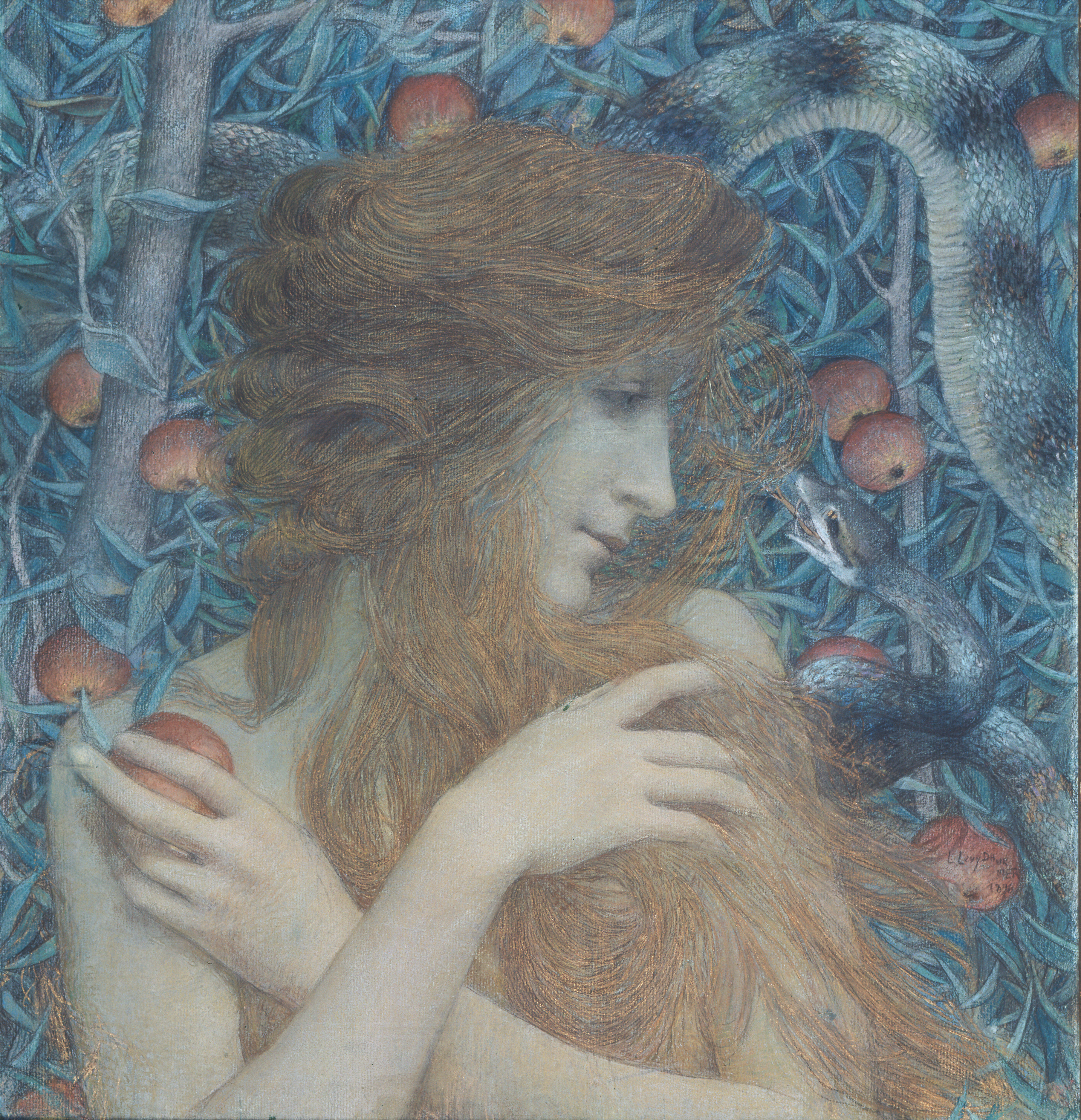
Eva (1896)
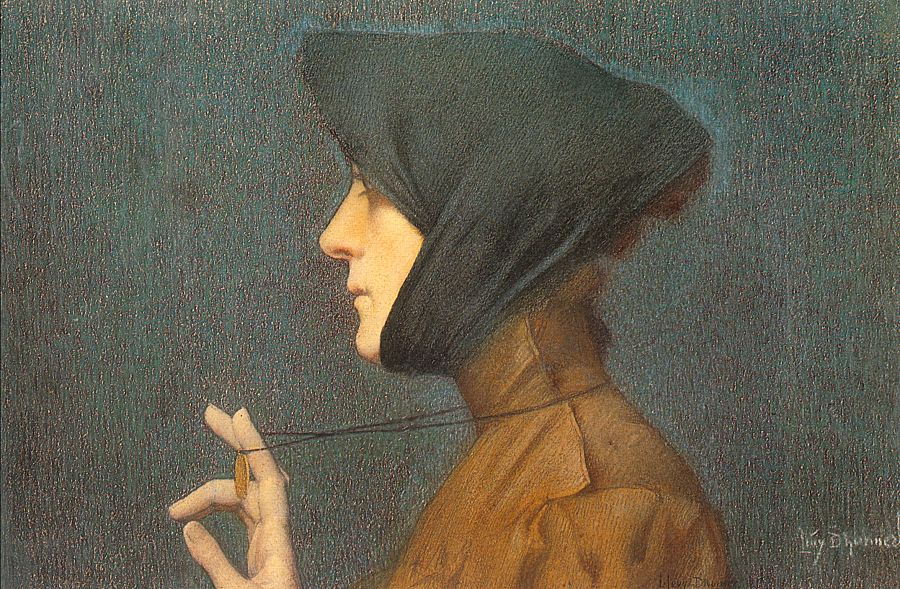
Mistério (1896)
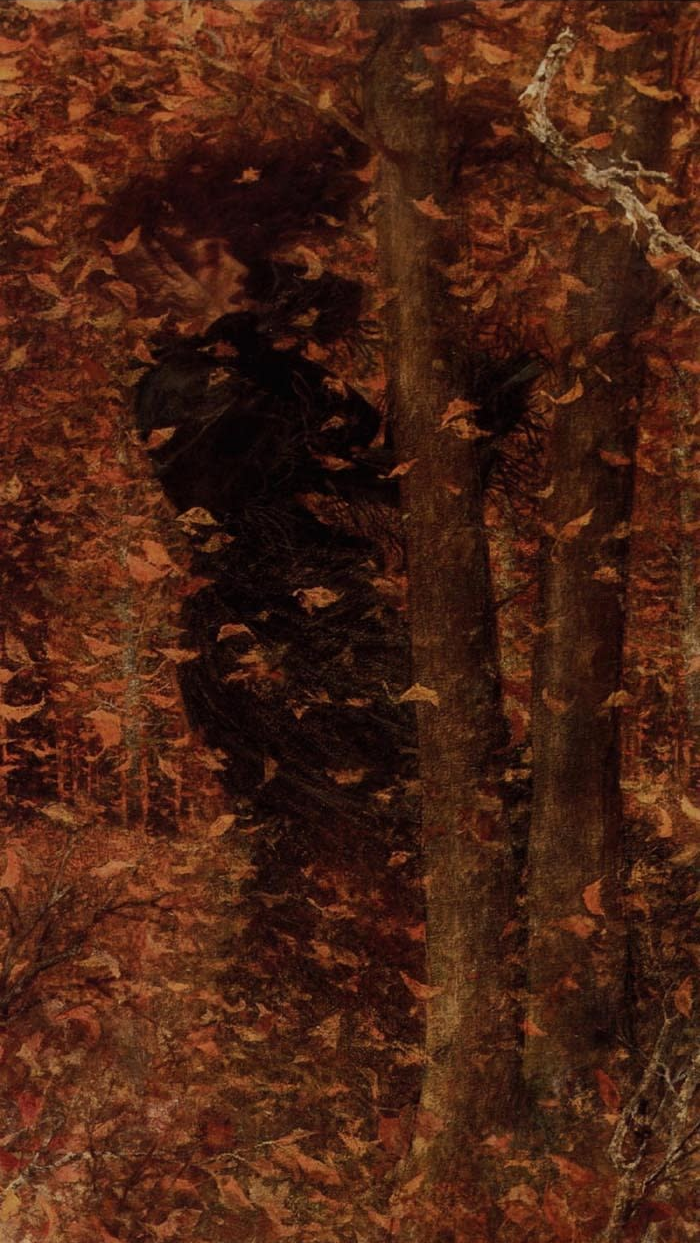
A Borrasca (1896)
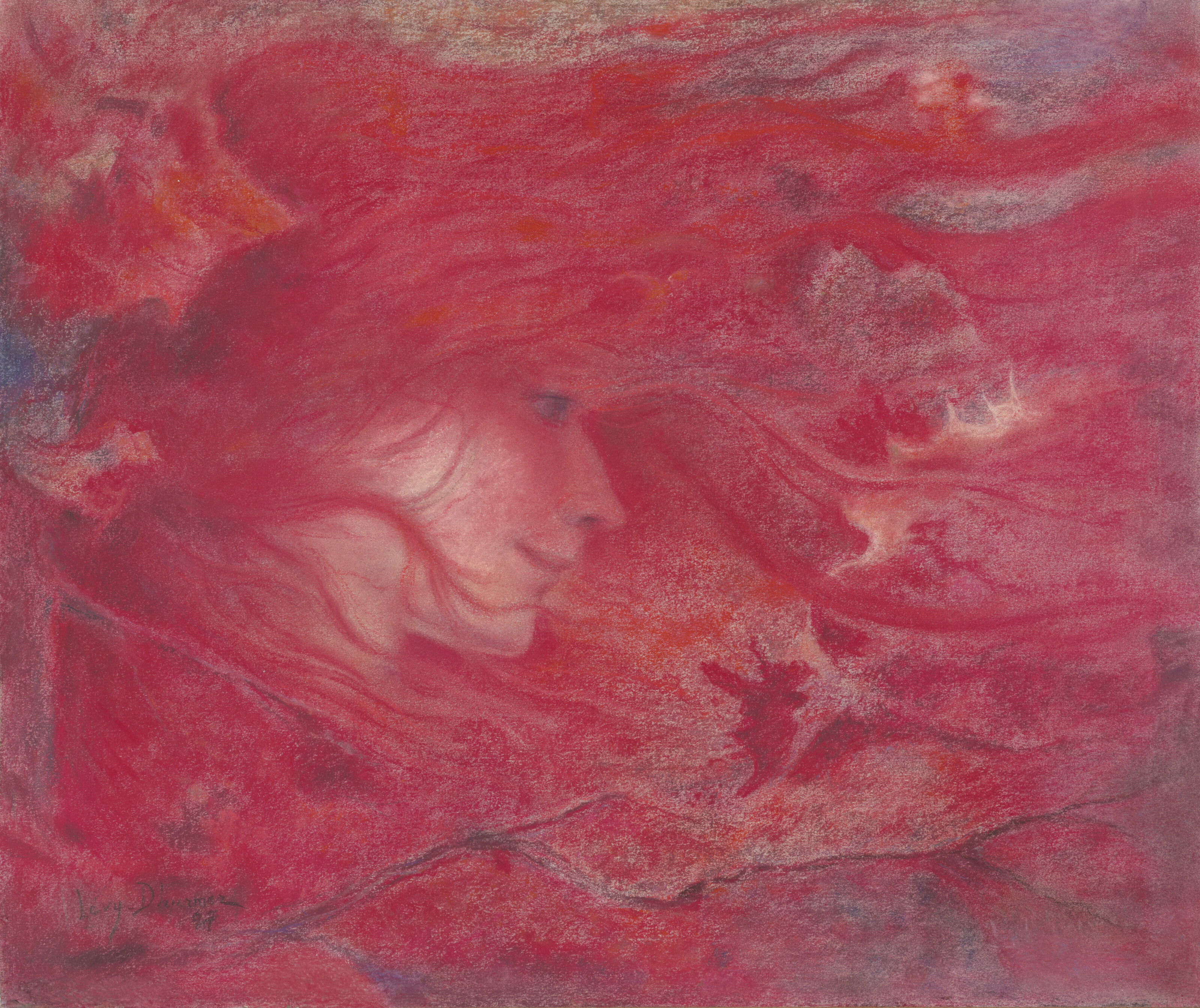
A Borrasca (1897)
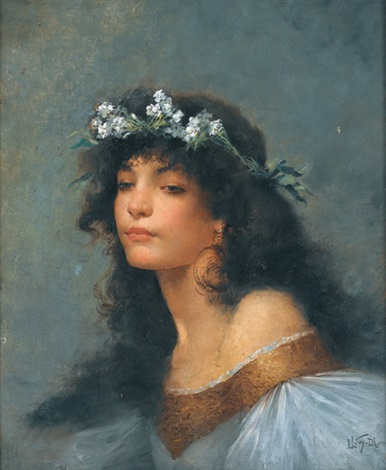
Jovem Mulher com uma Coroa de Flores no Cabelo (1896)
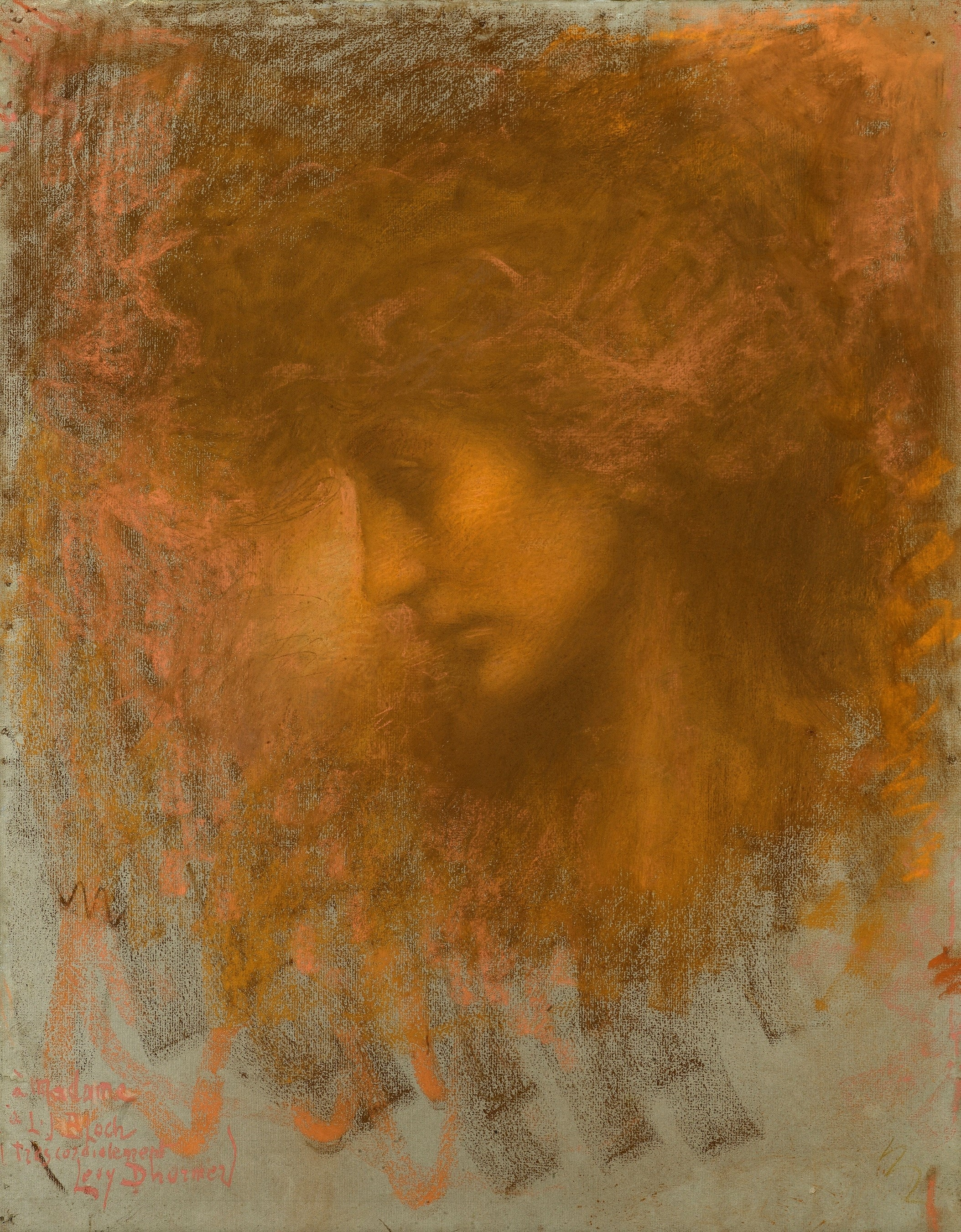
Cabeça de uma jovem mulher (c. 1897)
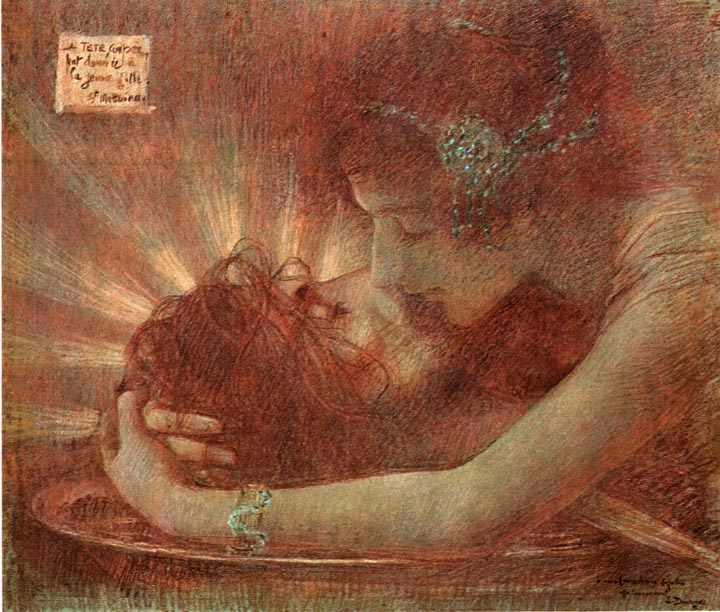
Salomé (1896)
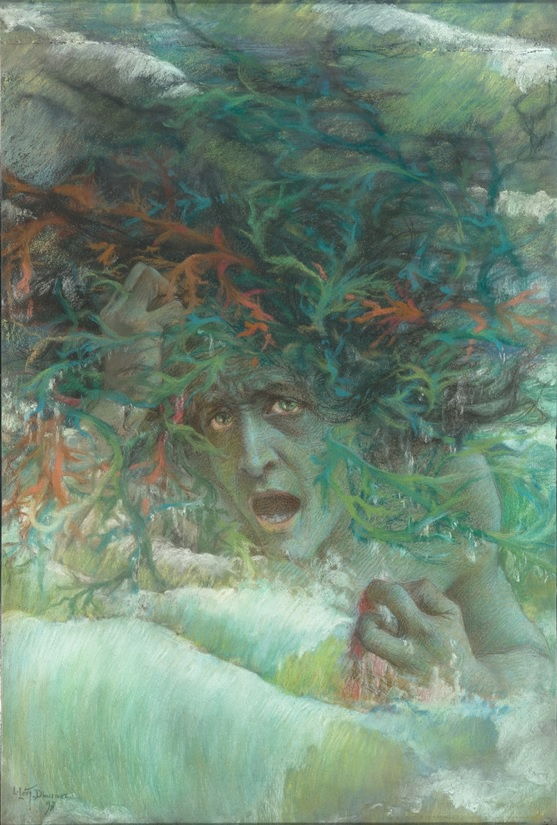
Medusa (1897)
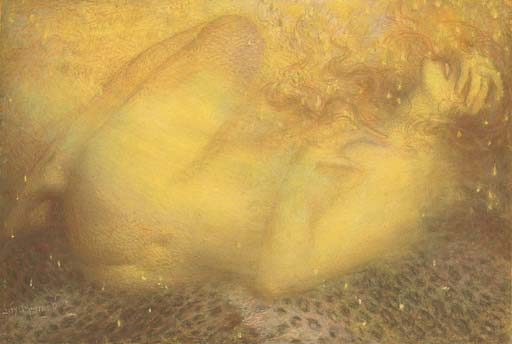
Dânae
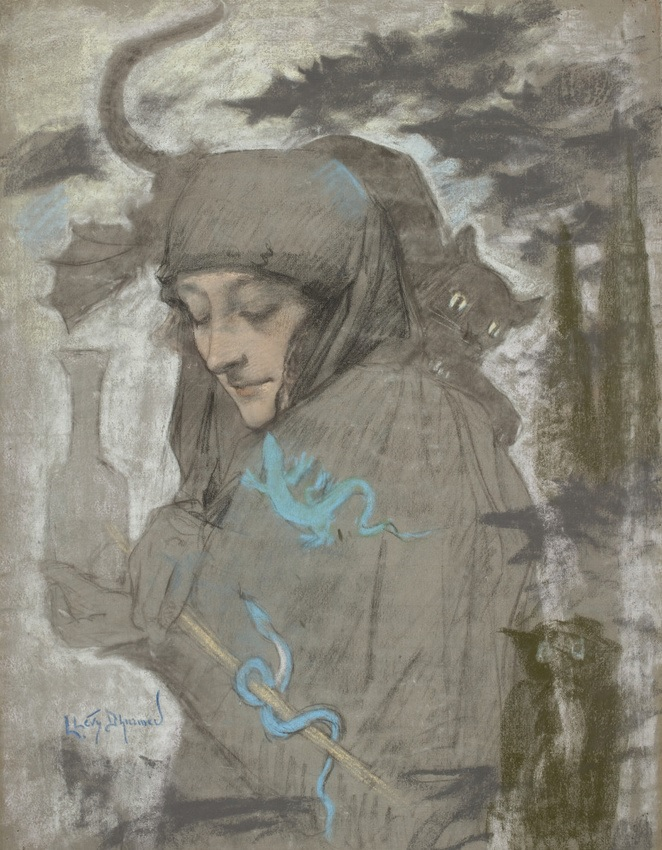
A Feiticeira (1897)
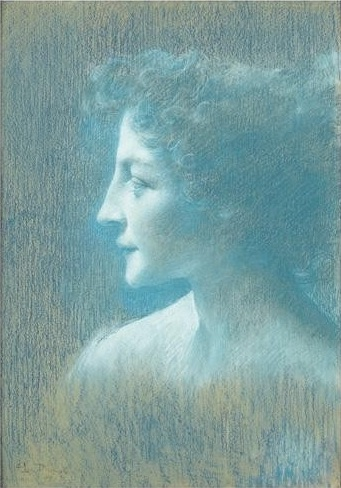
O Perfil Azul (1899)
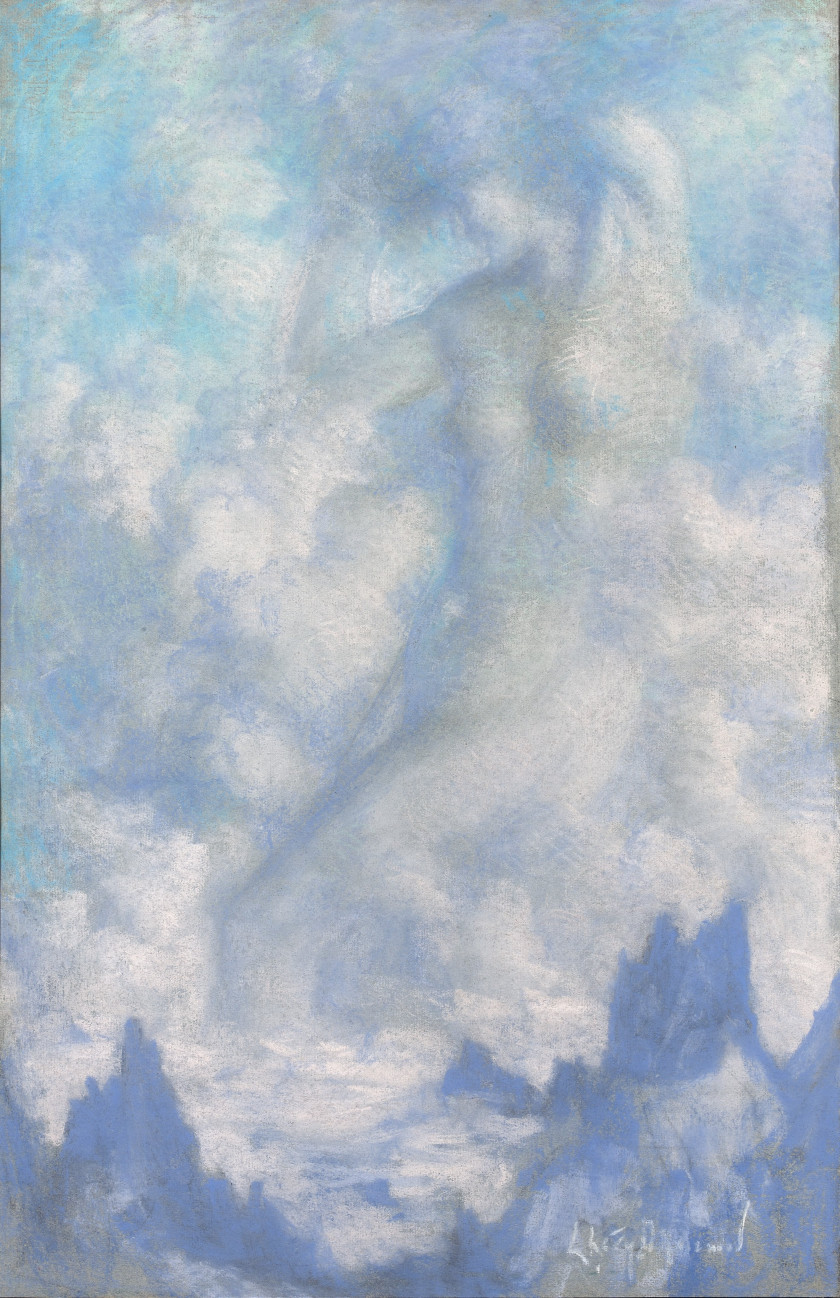
Mulher na névoa pairando sobre as montanhas (c. 1900
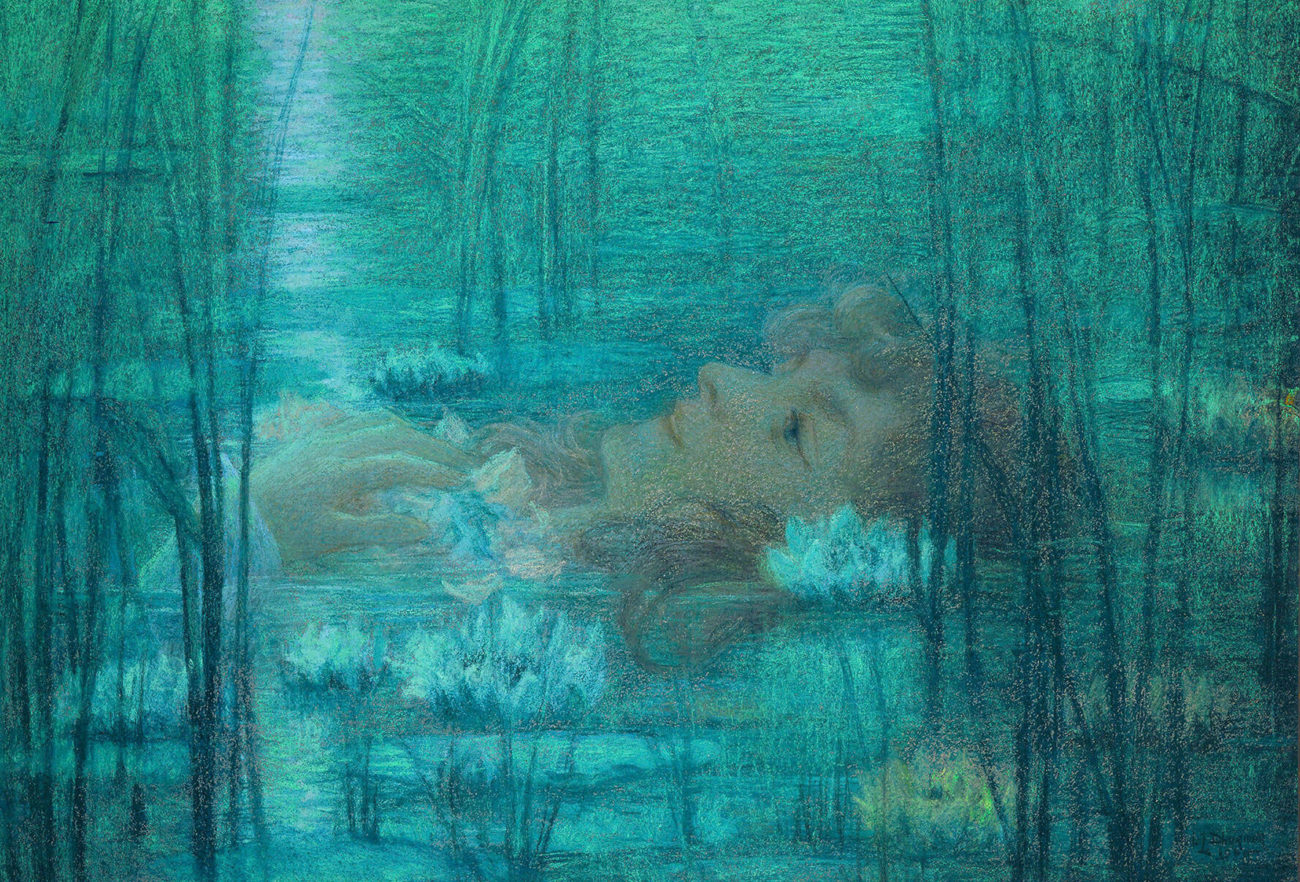
Ofélia (1900)
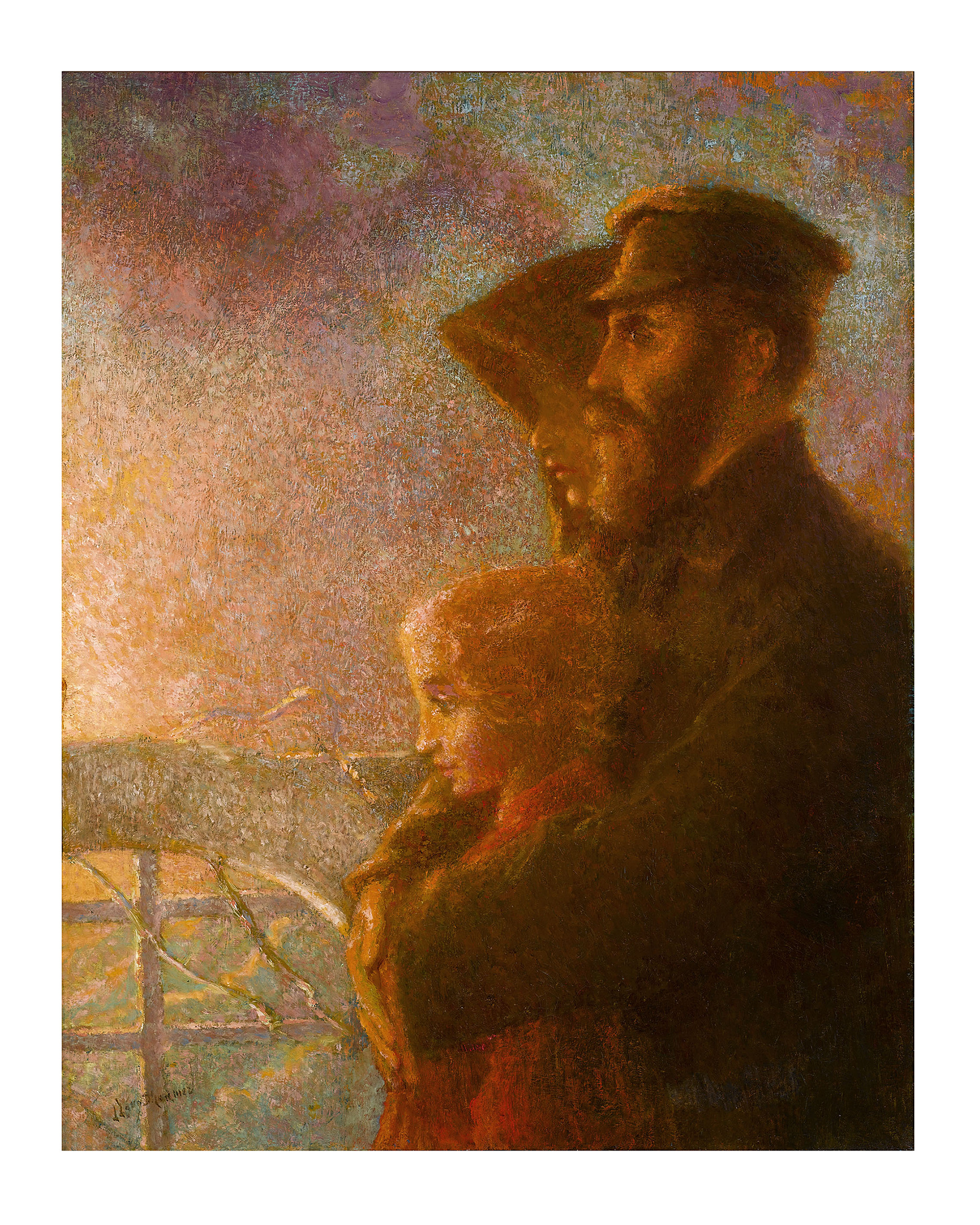
Os Emigrados Russos (c. 1900)
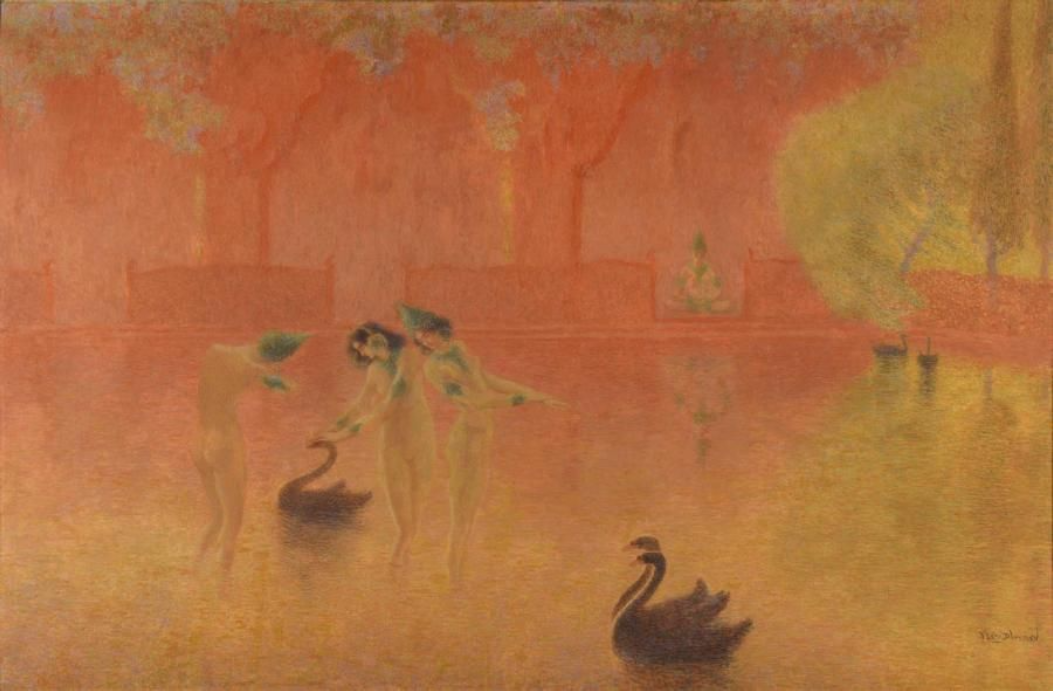
Fantasmagoria (c. 1900-1905)
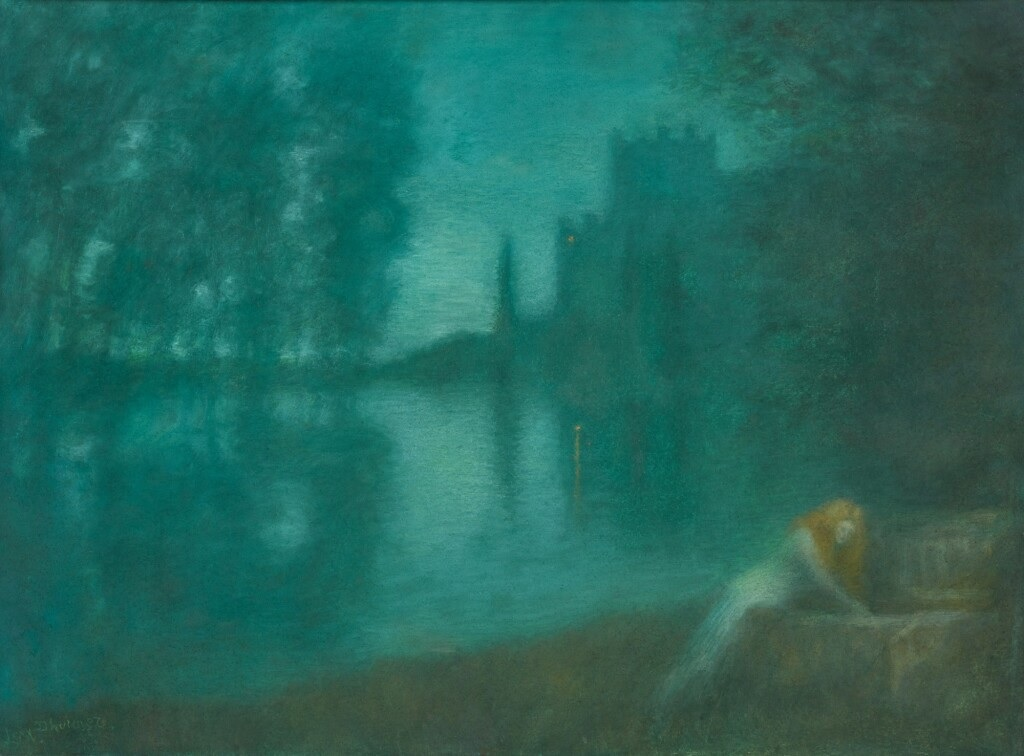
Melisanda na fonte (1902)
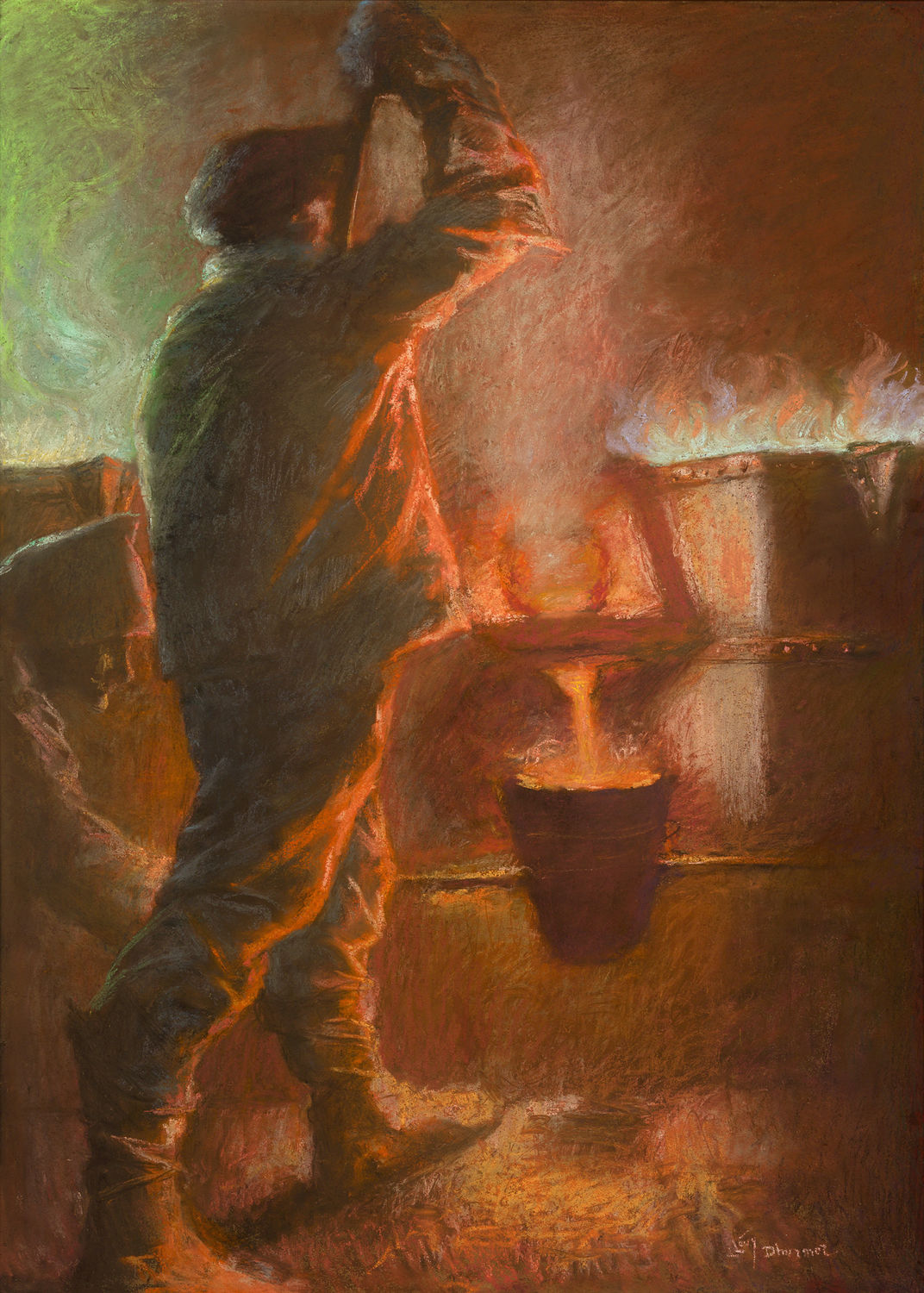
A Fundição de Bronze (c. 1907)
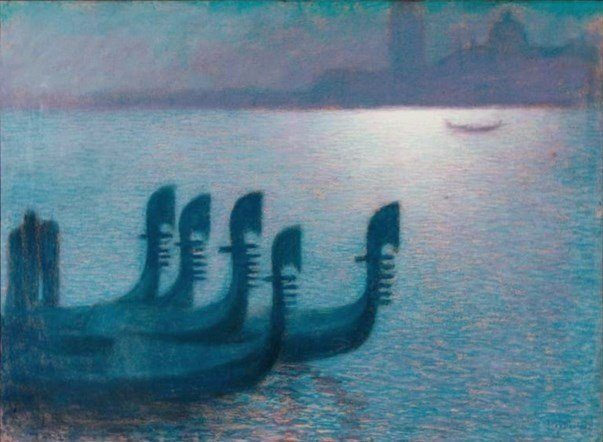
Gôndolas em Veneza, sob um Luar (c. 1912)
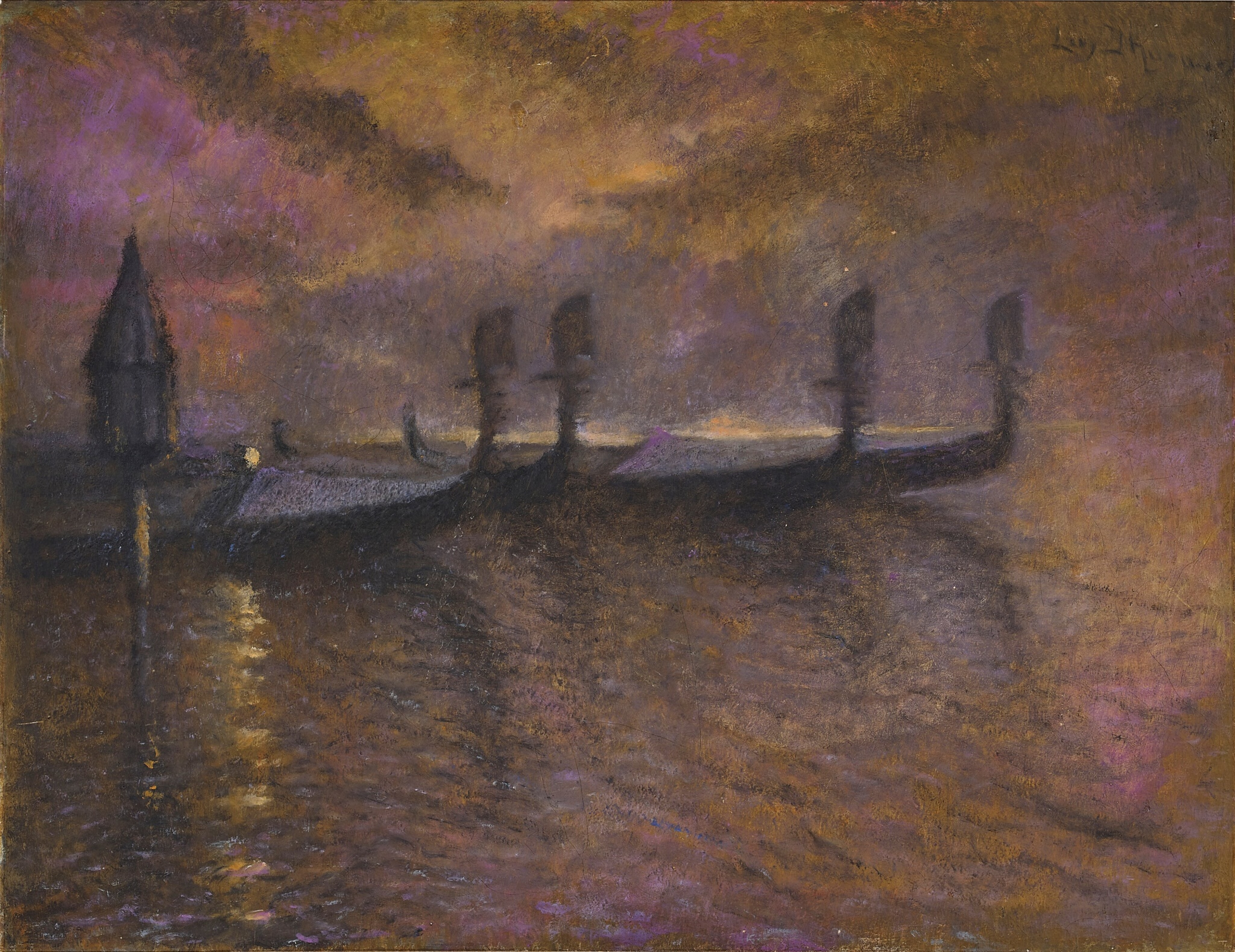
Gôndolas ao Luar
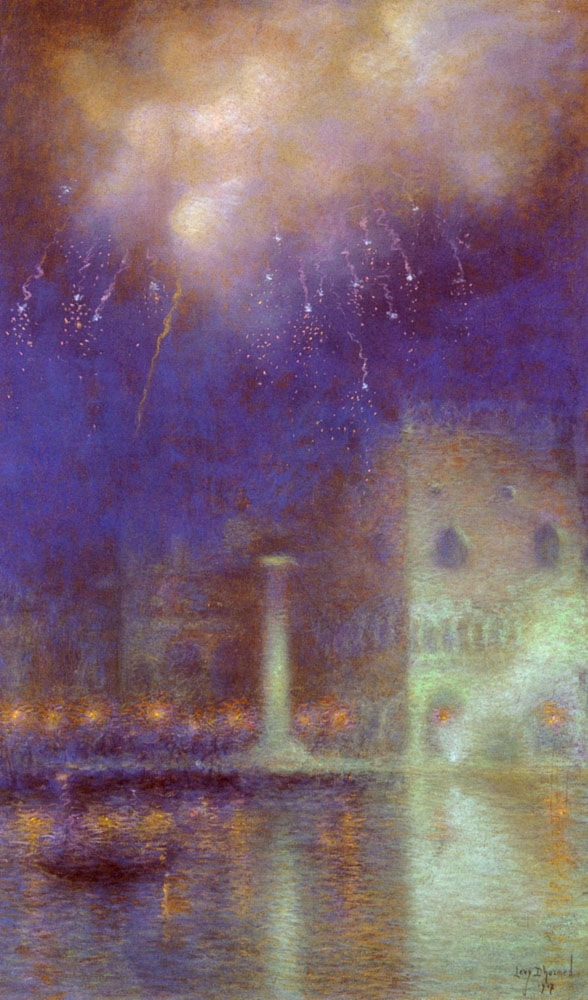
Fogo de Artifício em Veneza (1917)
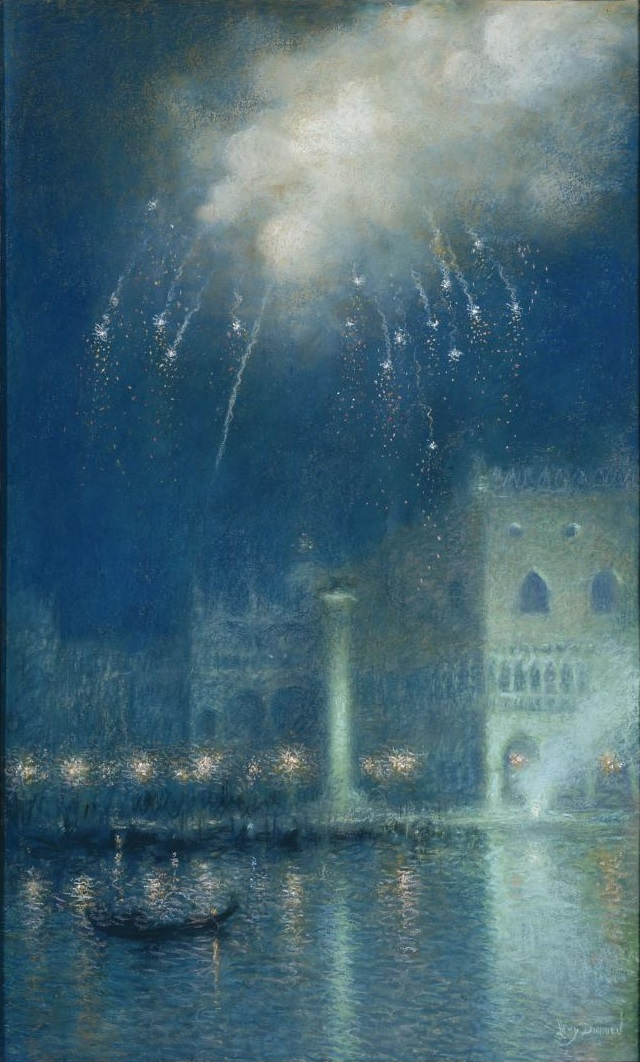
Fogo de Artifício em Veneza (1920)
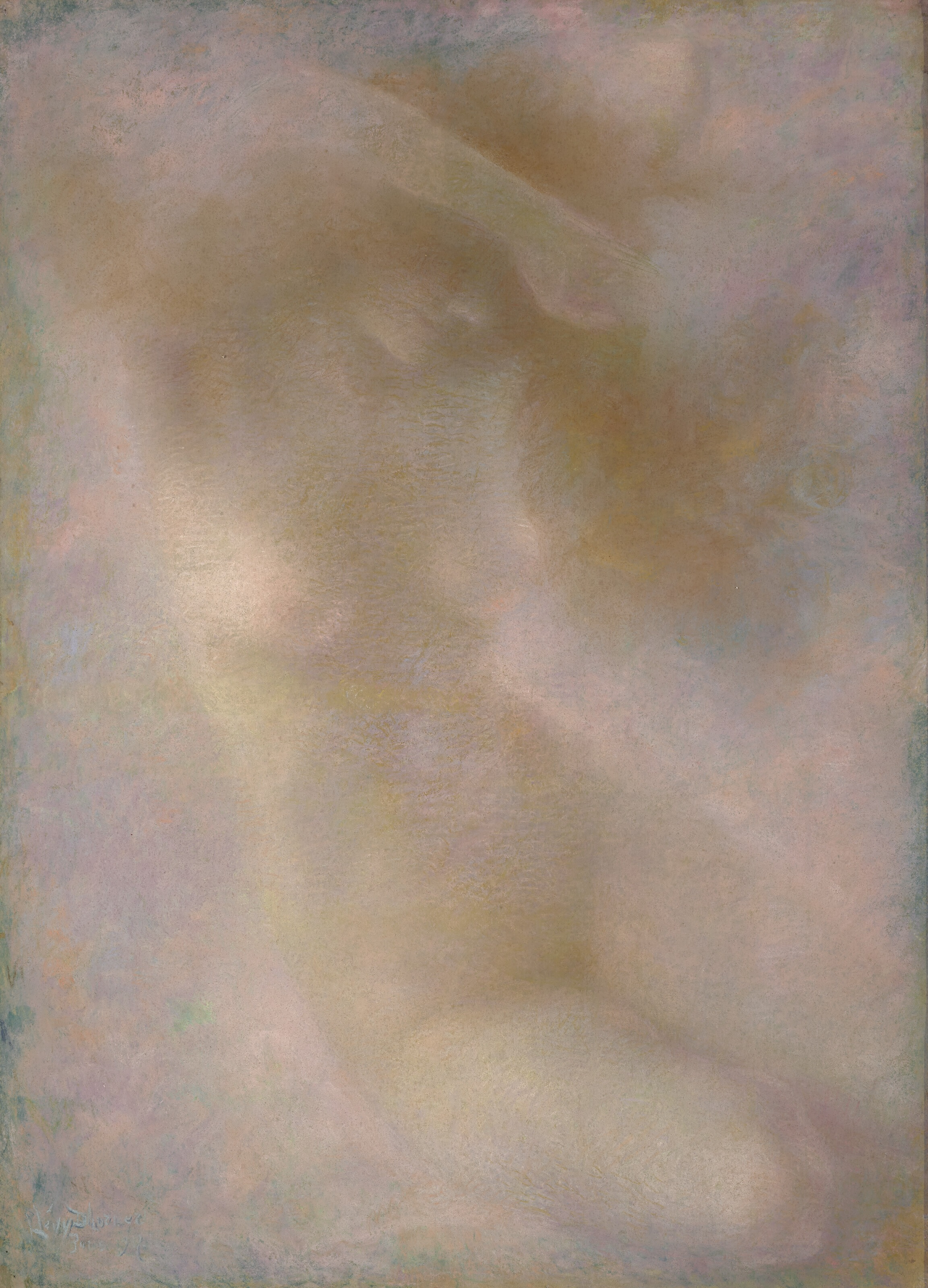
Mulher nua, efeito rosa (1917)
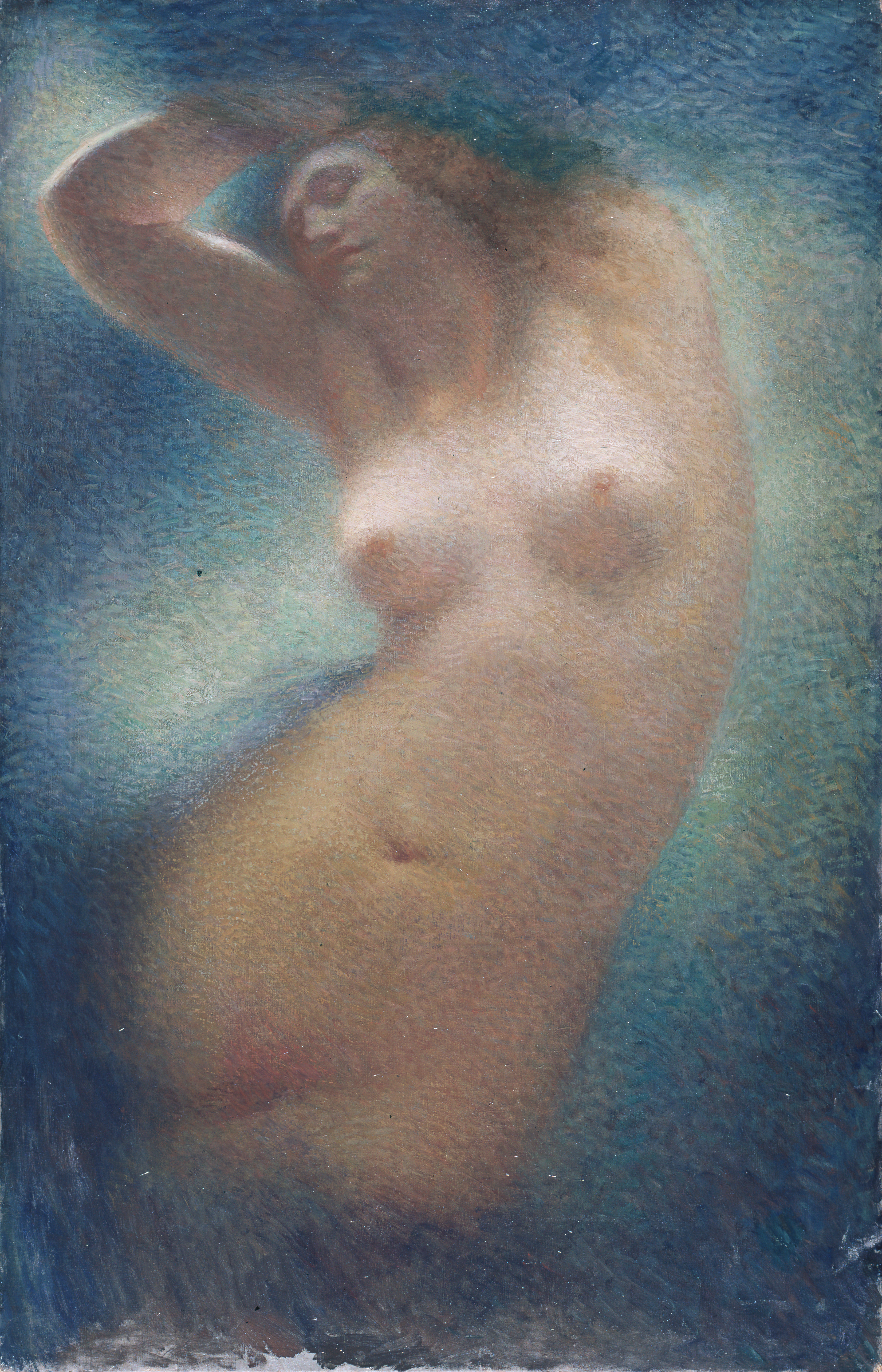
Sonata ao Luar (c. 1920)
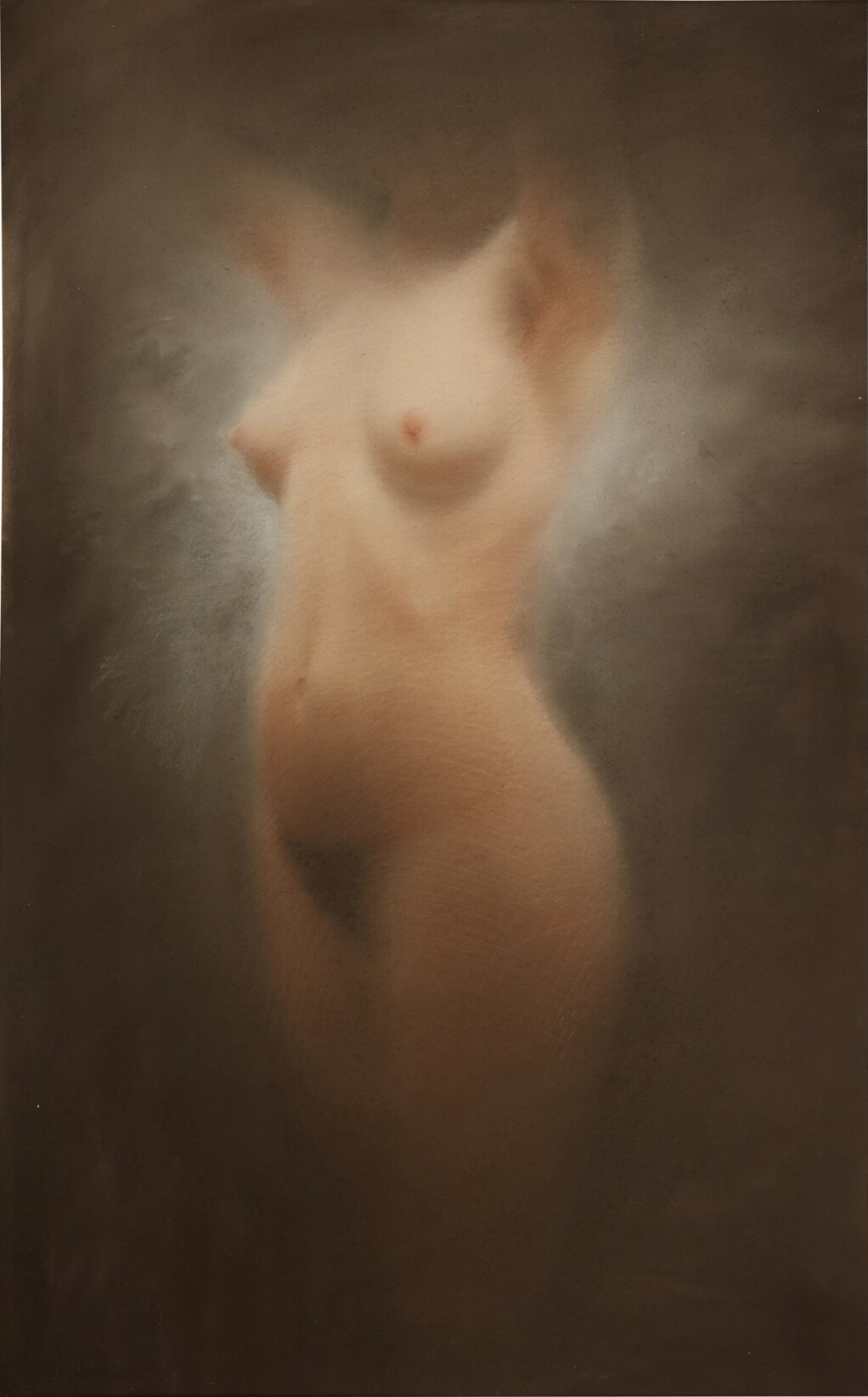
Nu feminino
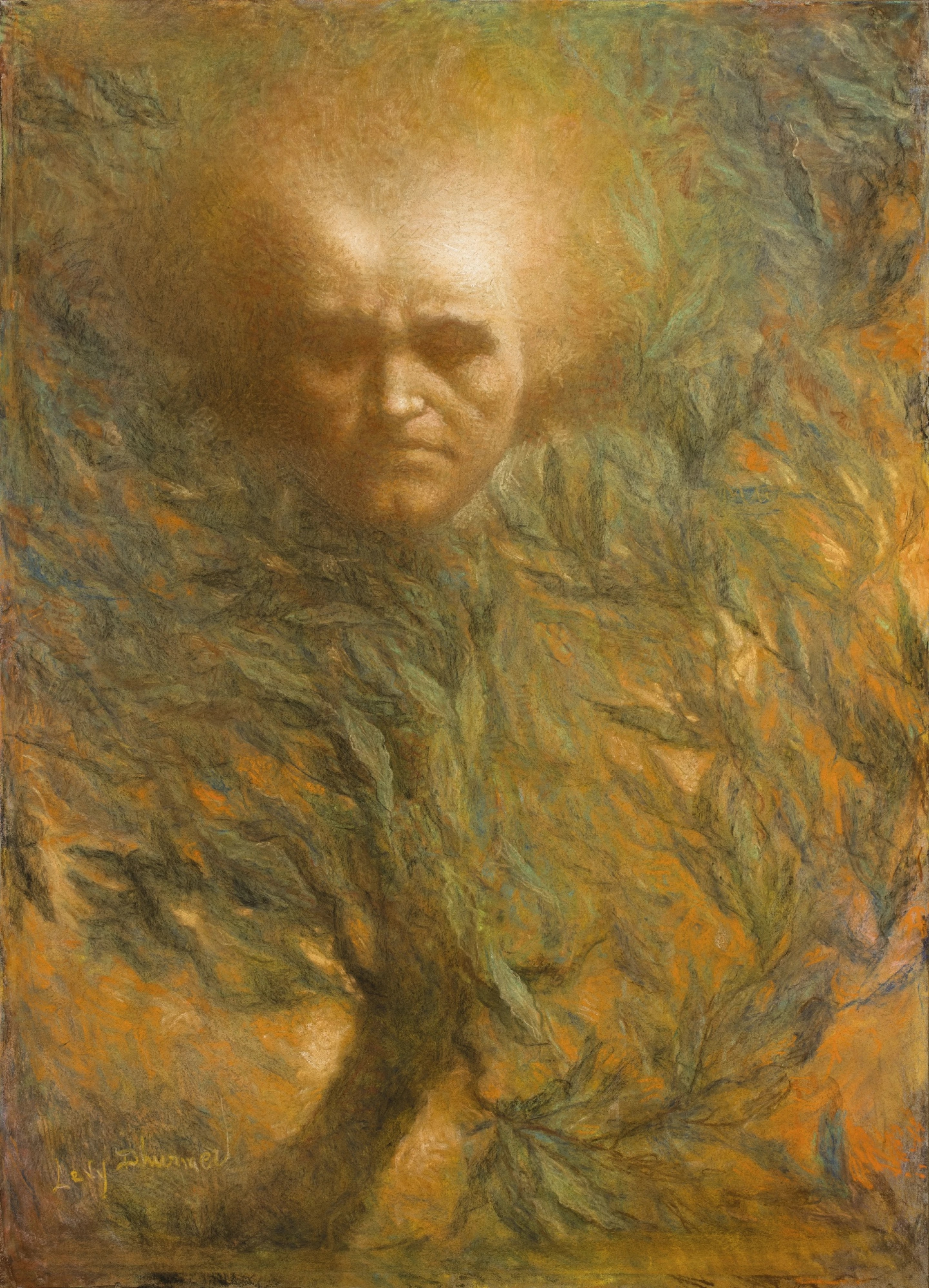
Máscara de Beethoven (c. 1906)
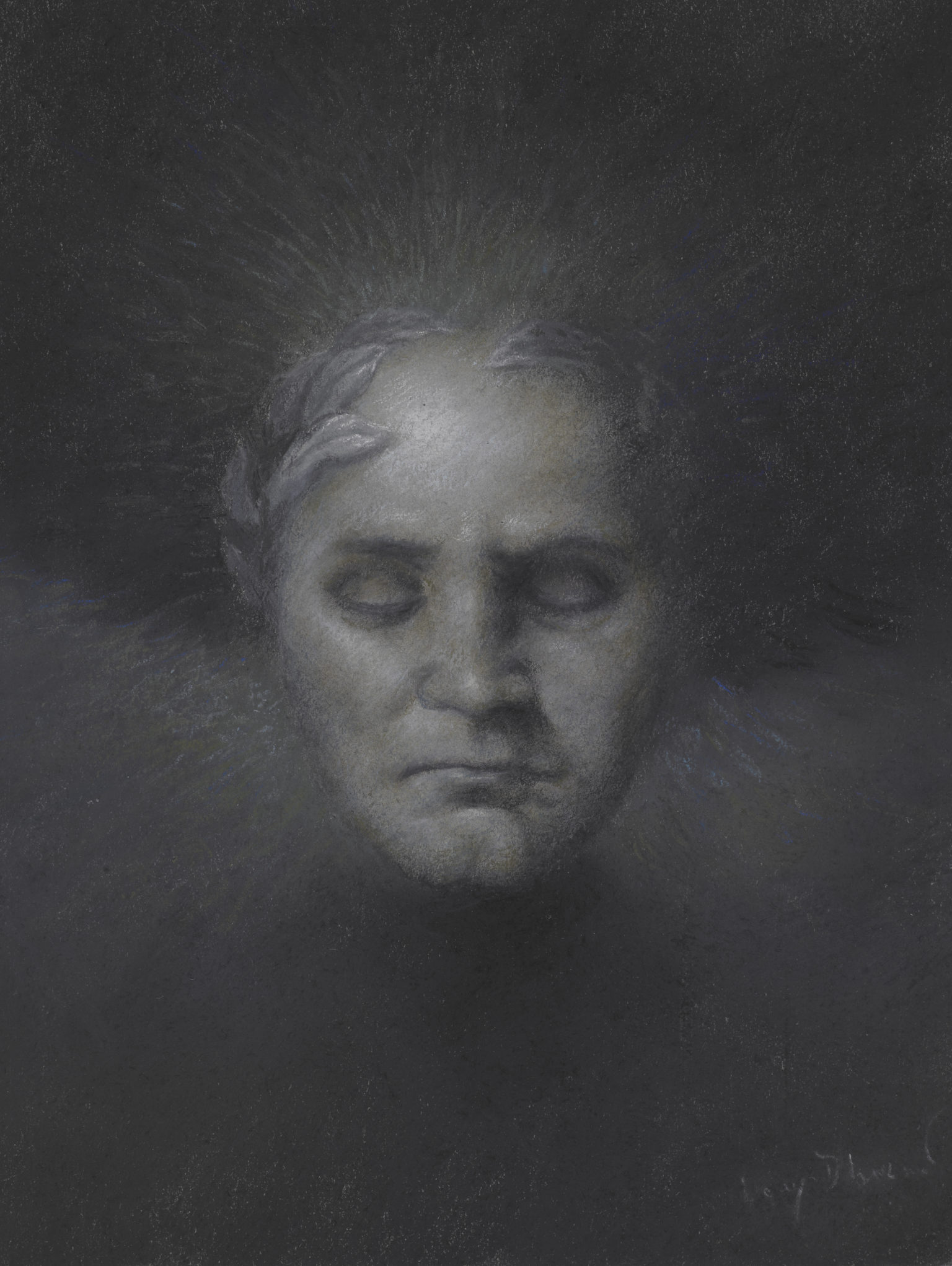
O Gênio de Ludwig van Beethoven (c. 1906-1910)
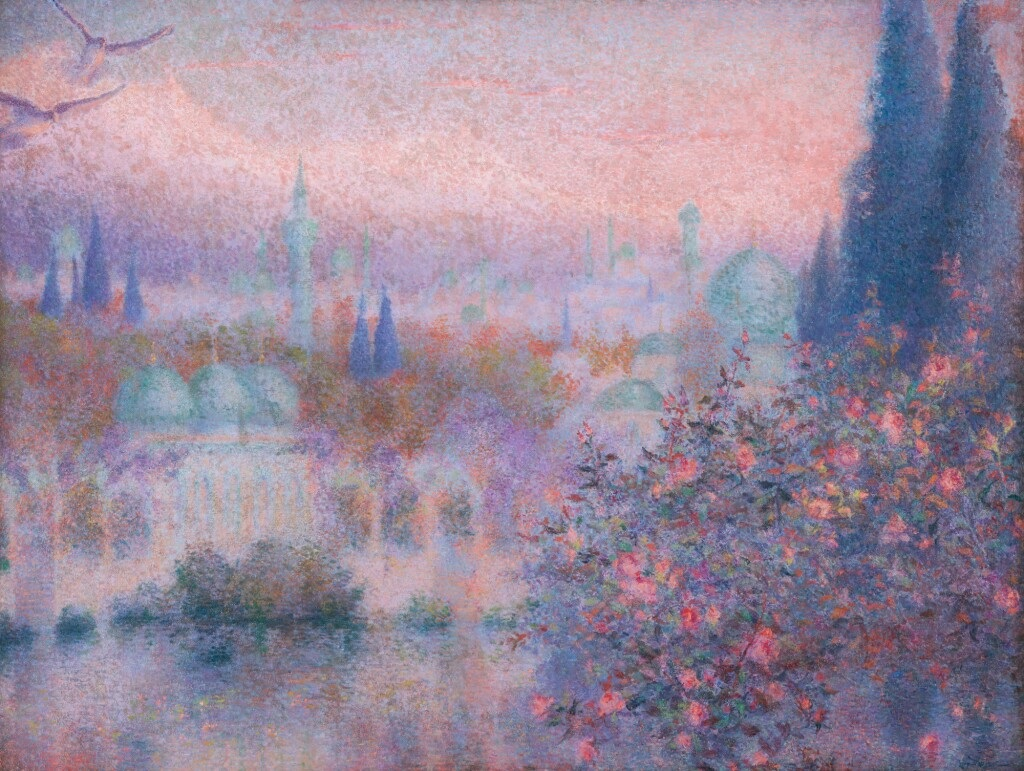
As Rosas de Isfahã (c. 1909)
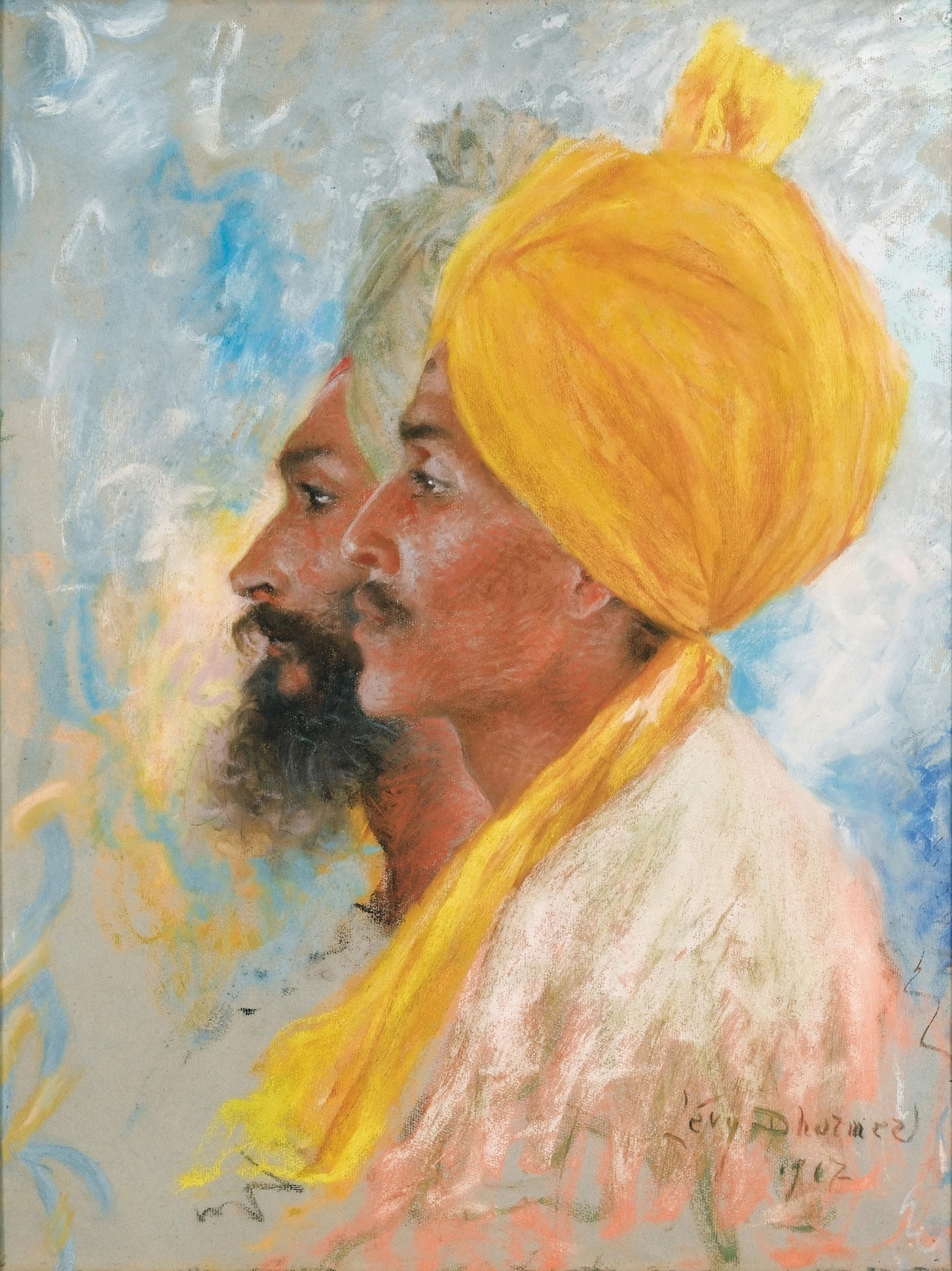
Dois Siques (1917)
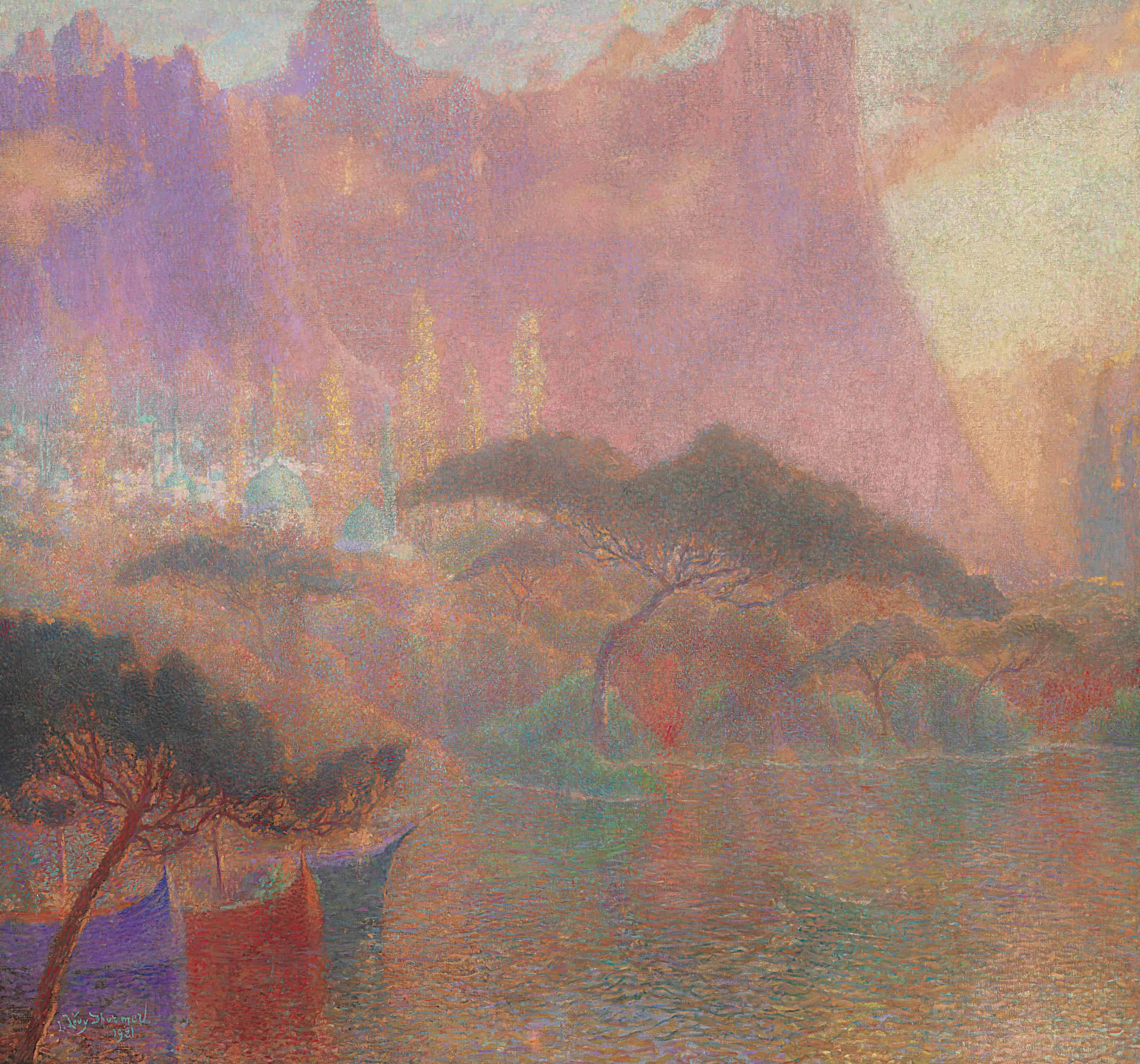
A Fantasia Oriental (1921)
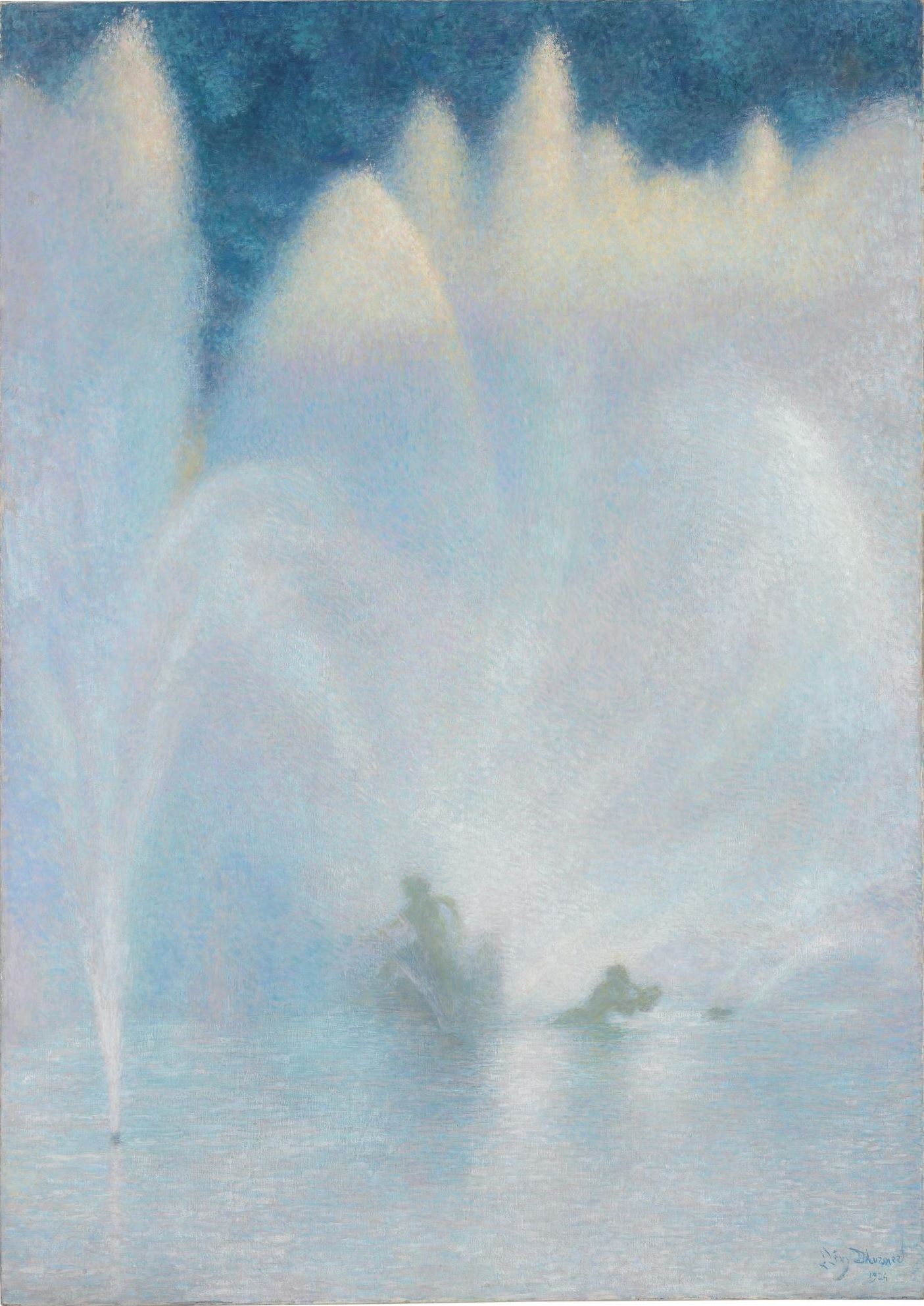
A Fonte de Apolo (1924)

## Obras em coleções públicas
Estados Unidos

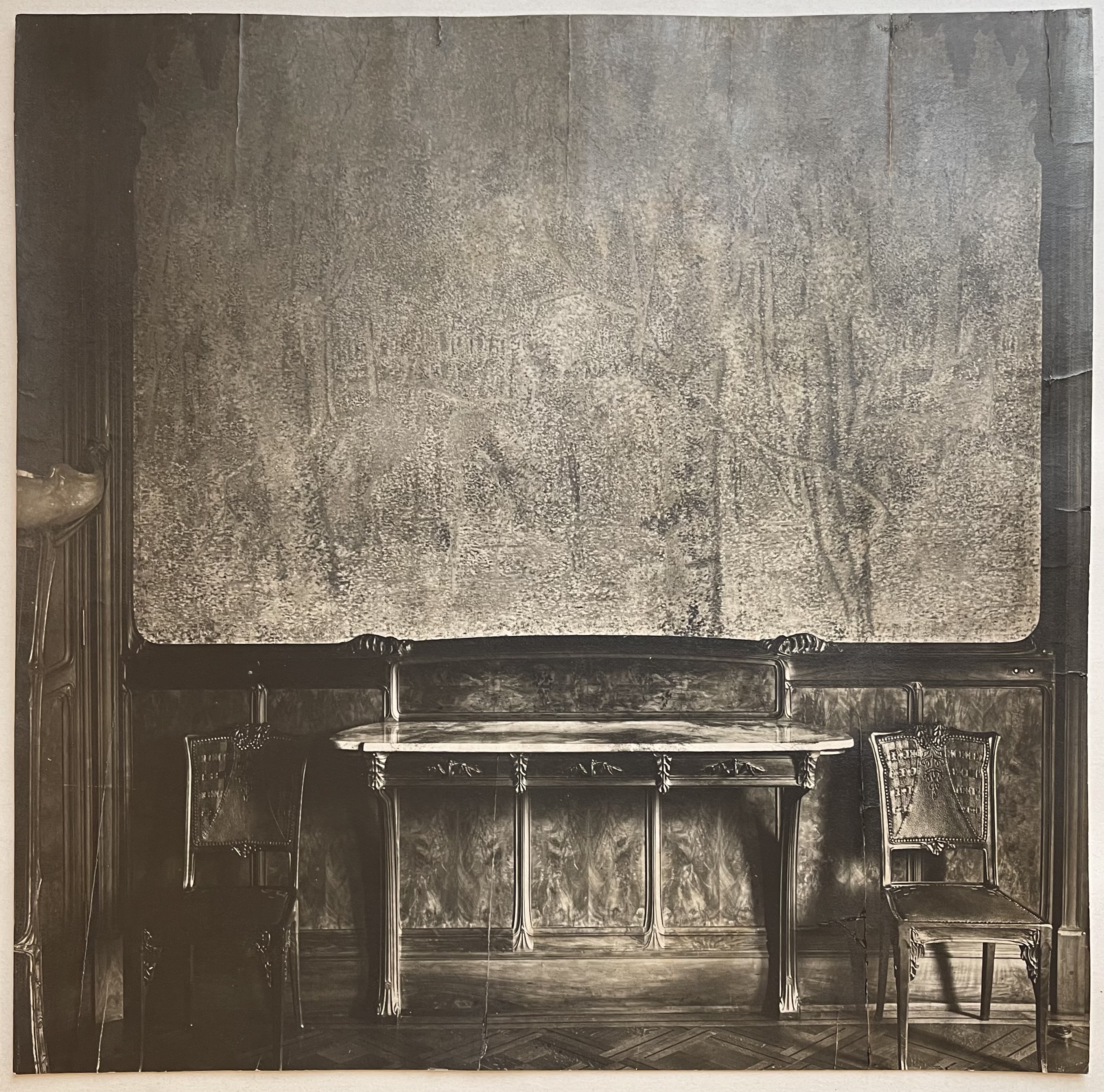
Vista da sala de jantar "das glicínias" criada para a mansão particular de Auguste Rateau em Paris em 1914. Lévy-Dhurmer foi encarregado como decorador, e as obras incluem pinturas murais e móveis ornamentados.

- Nova Iorque, Museu Metropolitano de Arte: Sala de Jantar das Glicínias, 1910-1914. Lucien Lévy-Dhurmer também criou algumas peças de mobiliário. Uma das obras mais notáveis é esta sala de jantar em estilo art nouveau da mansão de Auguste Rateau.[24] A bancada que consta das coleções do Musée d'Orsay de Paris também provém deste hotel, do qual Lévy-Dhurmer foi responsável por toda a decoração interior. Assim, tal como um Gallé ou um Majorelle, a sua obra aproxima-se de uma obra de arte total, o artista desenha toda a arquitetura da sala, mas também os móveis, até aos puxadores das portas e gavetas.

França
- Bayonne, museu basco e de história de Bayonne: Retrato de Pierre Loti ou Fantasma do Oriente, 1896, pastel, 425 × 565.
- Brest, Museu de Belas Artes:[25]
  - Esboço para Notre-Dame de Penmarc'h, 1896, pastel sobre papel, 50 × 65;
  - Estudo para A Borrasca, 1896, pastel sobre papel, 38 × 58;
  - A Mágica Circe, 1897, pastel sobre papel (tons verdes), 38 × 58;
  - Minha mãe, uma noite, viu a cidade de Ys, 1898, pastel sobre papelão, 93 × 69;
  - A marcha fúnebre, pastel sobre papel, 92 × 69;
  - A Mãe Bretã, por volta de 1915, pastel sobre papel cinza, 62,5 × 47,5;
  - Crepúsculo em Marraquexe, 1932, óleo sobre tela, 93,5 × 125,3;
  - Calanque em Cassis, cerca de 1935, pastel sobre papel, 64 × 91;
  - Guerreiro norte-africano, pastel sobre papel, 62 × 47;
  - Jovem cigana, pastel sobre papel, 62 × 47.
- Paris:
  - Museu do Louvre, Departamento de Artes Gráficas:
    - Caminho ladeado por árvores de grande porte, esboço;[26]
    - Asno com corpo de homem lendo em uma biblioteca, esboço.[27]

  - Museu de Orsay:[28]
    - Florença, cerca de 1898, pastel, 53 × 45;
    - Mistério ou A Mulher da Medalha, 1896, realces de pastel e dourado sobre papel laminado sobre papelão, 35 × 54;[29]
    - A Feiticeira, 1897, pastel sobre papel, 61 × 46;
    - O Silêncio, 1895, pastel, 54 × 29;
    - Os Cegos em Tânger, 1901, pastel sobre papel, 50 × 70;
    - O Explorador Perdido, 1896, pastel sobre papel, 59 × 38;
    - Medusa, 1897, pastel e carvão sobre papel laminado sobre cartolina, 59 × 40;
    - Retrato de Georges Rodenbach, cerca de 1895, pastel sobre papel, 36 × 55;
    - Retrato de Mademoiselle Carlier, cerca de 1910, pastel sobre papel colado em moldura de tela, 87 × 33,3.

  - Museu Quai Branly - Jacques-Chirac: O Marroquino ou O Fanático, cerca de 1900, óleo sobre tela, 64,5 × 50.[30]
  - Petit Palais:
    - Fogo de artifício em Veneza, pastel sobre papel cinza e cartolina colada, 87,5 × 53,8;
    - Torso de mulher visto de frente, pastel sobre papel cinza e cartolina colada, 80 × 55;
    - Torso de uma mulher vista por trás, sd , pastel sobre papel cinza e cartolina colada, 80 × 43,5;
    - Ode á alegria; Beethoven; L'Appassionata, por volta de 1906, tríptico, pastel e lápis preto sobre papel cinza, 48 × 63, 63 × 48, 48 × 63.
- Quimper, Museu de Belas Artes: Notre-Dame de Penmarc'h, 1896, óleo sobre tela, 41 × 33.

- Rennes, Museu da Bretanha:

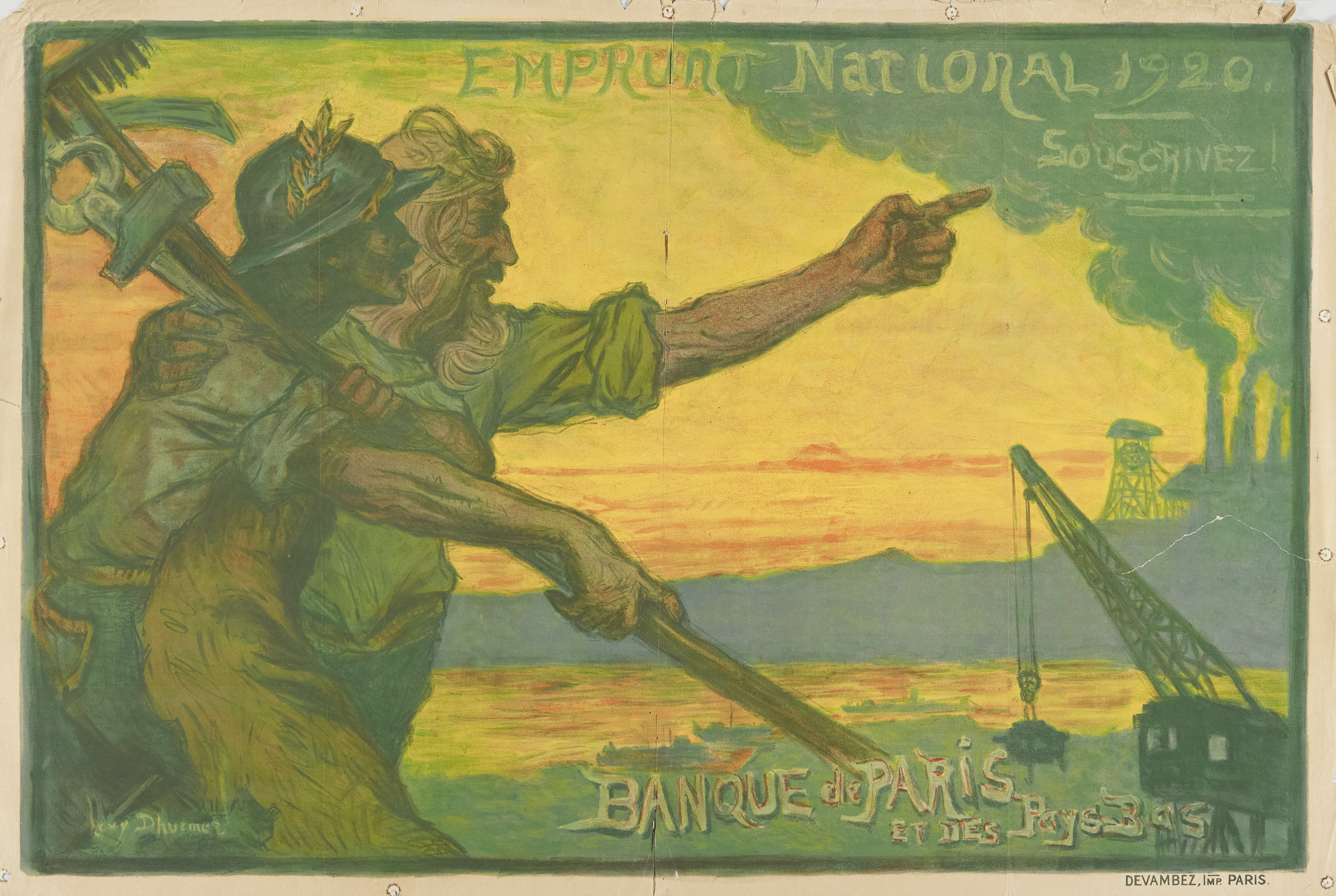
Cartaz de Lucien Lévy-Dhurmer para o empréstimo nacional de 1920.

  - Cocarda Jornada Nacional da Tuberculose, gráfica Devambez, 1917, 3,5 x 5 cm.
  - Pôster do Empréstimo Nacional 1920, gráfica Devambez, 1920, 80 x 120 cm.
- Vallée-aux-Loups, casa de Chateaubriand: A Morte de Atala, 1801, pintura sobre porcelana, 41 × 60.[31]
- Versalhes, museu de história francesa: Alfred-Philippe Roll (1847-1919), 1913, pastel sobre papel, 153,4 × 95.[32]

## Publicação
- Les Mères pendant la guerre: douze compositions inédites, Paris, Devambez, 1917.

## Feiras e exposições
- Feira de artistas franceses: 1882, 1884-1887, 1889, 1895-1897.
- Exposição da Sociedade Nacional de Belas Artes:[33] 1892, 1894, 1898, 1903, 1908-1914, 1920-1924.
- Exposição da Sociedade dos Pastelistas Franceses:[34] 1897, 1903, 1904, 1907, 1912.
- Exposição da Sociedade de Pintores Orientalistas Franceses:[35] 1902-1906, 1908-1914, 1917 e 1933.
- Salão de Outono:[36] 1903, 1907, 1919-1921, 1931, 1932, 1935, 1936.

Em 1900 ganhou a medalha de bronze na Exposição Universal.
É também tema de diversas exposições monográficas:
- 1896: de 15 de janeiro a 15 de fevereiro de 1896, galeria Georges Petit, Paris, exposição Lucien Lévy-Dhurmer ;
- 1899: livraria Paul Ollendorf, Société d’éditions littéraires et artistiques, exposição Lévy-Dhurmer ;
- 1917: de 3 a 24 de dezembro de 1917, galeria Devambez, Paris, exposição Les Mères pendant la Guerre ;
- 1922: de 15 a 30 de maio de 1922, galeria J. Allard, Paris, exposição Visions de Montagnes (Massif du Mont Blanc) ;
- 1924: de 7 a 22 de novembro de 1924, galeria Georges Petit, Paris, exposição L. Lévy-Dhurmer ;
- 1927: de 20 de dezembro de 1927 a 3 de janeiro de 1928, galerie des artistes français, Bruxelles, exposição das obras de Lucien Lévy-Dhurmer ;
- 1937: de 25 de janeiro a 17 de julho de 1937, galeria Charpentier, Paris, exposição L. Levy-Dhurmer Peinture et études d'époques différentes ;
- 1952: de 9 de outubro a 17 de novembro de 1952, Paris, musée des Arts décoratifs, rétrospective Lucien Lévy-Dhurmer.